# منطقة القبائل
منطقة القبائل أو بلاد القبائل (بالقبائلية: ثامورث ن لقبايل) هي منطقة ثقافية-طبيعية في شمال شرق الجزائر، وتغطي عدة ولايات: شرق ولاية بومرداس، ولاية تيزي وزو، ولاية بجاية، شمال ولاية البويرة، ولاية المدية، شمال ولاية برج بوعريريج، شمال ولاية سطيف، ولاية جيجل، شمال ولاية ميلة، غرب ولاية سكيكدة.
إن تنوع نظام المنطقة البيئي يجعلها مقرًا للتنوع الحيوي والذي تحميه عدة متنزهات وحدائق وطنية. ويمكن أن يشمل مناخها، الذي تُعدله التضاريس، شتاء قاسيا وصيفا قاحلا. إن تنمية الزراعة، وهي أساسا شجرية، تقيدها الظروف الطبيعية، فإن القبائل هي أيضًا، تقليديًا، مركزًا هامًا للإنتاج الحرفي النموذجي وأرض الهجرة.
بالإضافة إلى تراثها التاريخي، تتمتع المنطقة بتراث غير مادي مهم، يتضمن الأدب الشفهي والتوازن وطريقة حياة الفلاحين التي لا يزال يتعين الحفاظ عليها. في الجزائر المستقلة، يمر اقتصادها بتغييرات تميزت بإنشاء مجموعات صناعية عامة أو خاصة والاهتمام بإمكانياتها السياحية.

## اللغة
يتكلم سكان المنطقة اللهجة القبائلية إلى جانب العربية الدارجة، وتستخدم اللغة العربية الفصحى في المحررات والمواثيق الرسمية، كما ينص دستور الدولة.

## جغرافيا

خارطة طوبوغرافية لمنطقة القبائل.

### تأصيل
أطلق اسم كابيلي (بالفرنسية: Kabylie) على المنطقة في فترة الاستعمار الفرنسي للجزائر، المستمدة في الأصل من كلمة «قبائل» في اللغة العربية. لا يوجد اسم محدد في الكتابات باللغة العربية عن المنطقة قبل الاستعمار، ويطلق الناطقون بالعربية حاليا على المنطقة «بْلاد لقْبايل».

في تاريخ ما قبل الاستعمار في شمال أفريقيا، استعمل اسم «القبايل» (المفرد أو الجمع) في البداية على جميع مناطق المغرب العربي التي تسكنها قبائل، بكل ما يحمله هذا المصطلح من معني، وبالتالي فهو مشترك لفظي يتحدث عن قبائل الونشريس والساورة والمغرب أو حتى تونس. لكن ابتداءً من منتصف القرن التاسع عشر، اكتسب معنى أكثر دقة، ليكون محفوظ تدريجيًا للمجموعة التي شكلتها جبال التل بين مدينة الجزائر وقسنطينة، حول كتل جرجرة، البيبان وبابور. 

خريطة قبائل الحدرة بالقبائل الصغرى

.

### موقع
أُعيد تعريف كلمة «قبائل» (قبايل) على أنها تنطبق فقط على السكان الذين يعيشون أو ينتمون إلى المنطقة، ومن ثم الناطقين بالبربرية، بما في ذلك المكون الناطق بالعربية، بما يعرف بقبائل الحدرة. في الواقع، الجغرافيا الطبيعية ليست كافية، خاصة في الشرق، لتحد بدقة هذا الفضاء الذي غالبًا ما يوصف بأنه يجاور «منطقة القبائل». ووفقاً للمؤلفين، فإنه لا يزال بإمكانه، من خلال التمسك بالمصادر المعاصرة، أحياناً أن يلامس الحدود الجزائرية التونسية، أحياناً إلى عنابة، وأحياناً إلى شبه جزيرة القل. آخر تعريف يستند إلى ما وراء الجغرافيا الطبيعية، على وحدة إنسانية مميزة إن لم يكن في كل مكان بنفس اللغة، على الأقل بنفس طريقة الحياة الفلاحية.
الاستخدام المشترك، خصوصًا المحلي، له أيضا تعريفات ضيقة أكثر، والتي تميل إلى ترك المناطق الأكثر تعريبا جانبا:
- في منطقة القبائل في الخمسينات، كلمة أقبايلي، على الرغم من عدم وجود ترجمة جغرافية صارمة، تشير إلى مساحة محدودة بين الثنية من جهة، سطيف وجيجل من جهة أخرى.
- المحيط الذي يحد في التقسيم الإداري لسنة 1984، ولاية تيزي وزو وبجاية، شرق بومرداس، منها شمال البويرة، برج بوعريريج وسطيف وغرب جيجل. الخرائط المتداولة في الحركة الإقليمية المعاصرة لا تتجاوز إطار هذه الولايات السبع.
- في المجال الأكاديمي، ودراسة المنطقة، وفقا لشكل من أشكال الكناية، وغالبا ما تقتصر في الواقع على الجزء الشمالي الغربي لها، أي منطقة القبائل الكبرى، وسعت على الأكثر إلى الغرب من بجاية لدمج أكثر جزء من المناطق الناطقة بالقبايلية الحالية. كان هذا الاتجاه موجوداً بالفعل لدى الكتّاب الفرنسيين في القرن التاسع عشر، الذين ذهب بعضهم إلى حدّ الاحتفاظ باسم القبايل في هذه المنطقة الفرعية وحدها. ولكن لم تُتبع، ولا يزال المعنى المعطى للمصطلح يختلف اختلافا كبيرا من عمل إلى آخر.

### تضاريس

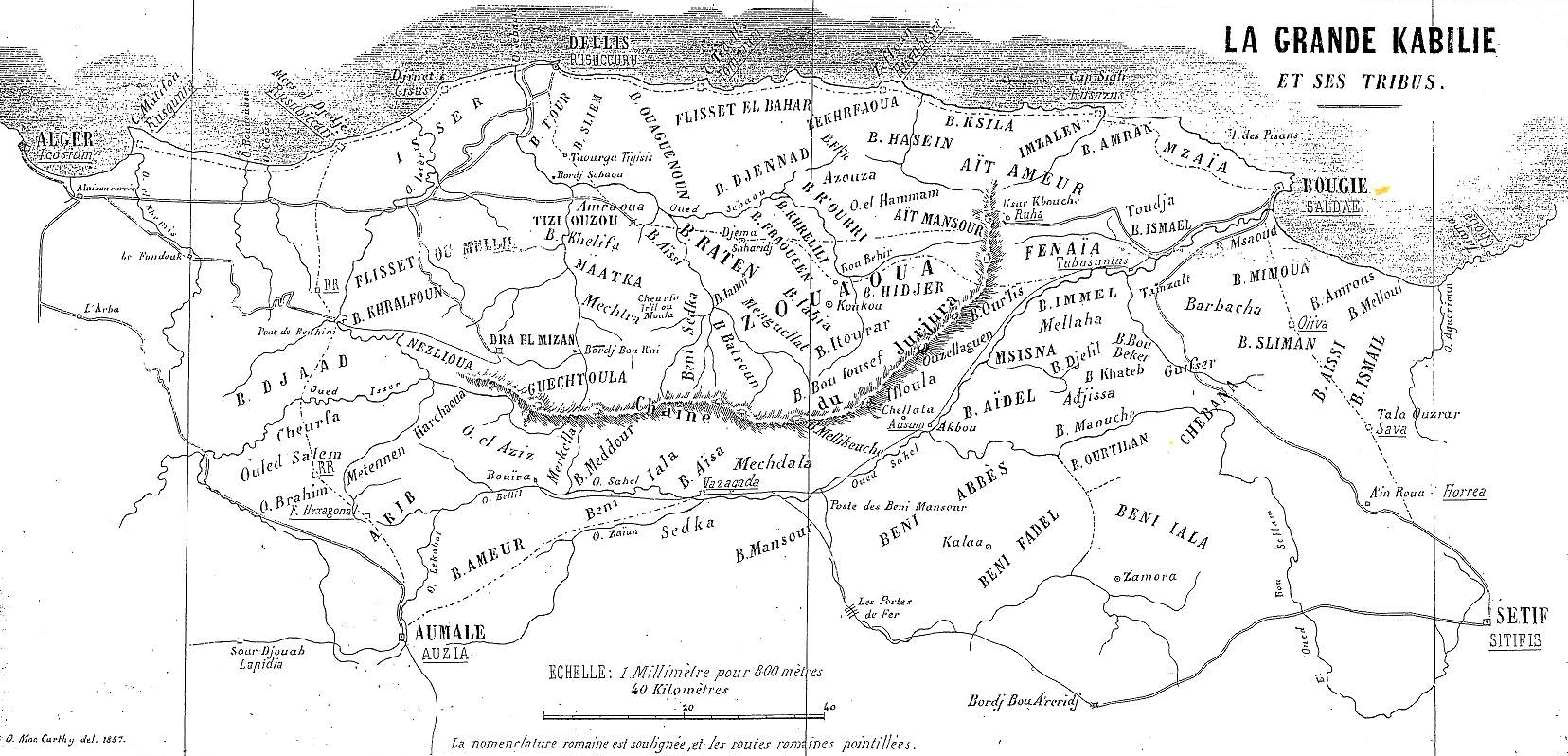
خريطة «منطقة القبائل الكبرى» سنة 1857.

منطقة القبائل مكونة جزء من سلسلة الأطلس التلي بمحاذاة البحر الأبيض المتوسط، وتشكل وحدة جغرافيا من خلال سلاسلها الجبلية، غير أنه يتم تقسيم المنطقة إلى جزئين الأولى هي القبائل الكبرى والثانية هي القبائل الصغرى، على اختلاف في تحديد الحدود الجغرافية للمنطقتين، لكن في الغالب يتم تحديد منطقة القبائل الكبرى بولاية تيزي وزو وبومرداس وجزء كبير من وولاية البويرة، ومنطقة القبائل الصغرى تضم ولاية بجاية وأجزاء كبيرة من ولاية بومرداس، شمال برج بوعريريج، شمال سطيف، جيجل وشمال ولاية ميلة ويمكن تحديد جغرافية المنطقة كما يلي:
- منطقة أو بلاد القبائل الكبرى: تبعد 50 كم عن الجزائر العاصمة وتبدأ من ثنية من ولاية بومرداس غرباً إلى حدود بجاية شرقاً، ومن البحر الأبيض المتوسط شمالاً إلى الصومام جنوباً، بطول 200 كم وعرض 100 كم، مركزها تيزي وزو، وتتميز المنطقة بـ:
  - سلسلة جبال لبلاد القبائل البحرية في ولاية بومرداس وتيزي وزو وتغطيها غابات كثيفة مثل منطقة أكفادو وأعلى قممها 1278م بمنطقة آيت جناد
  - سلسلة جبال جرجرة العالية وفيها أعلى قمة في منطقة القبائل وهي لالة خديجة (جبل) 2308 م.
- منطقة أو بلاد القبائل الصغرى: وتشمل وولاية بجاية وأجزاء من شمال ولاية برج بوعريريج وشمال ولاية سطيف وغرب ولاية جيجل وشمال ولاية ميلة تتميز المنطقة بالتضاريس التالية:
  - منطقة حوض وادي الصومام وأهم مدنها مدينتي سيدي عيش وأقبو.
  - سلسلتي جبال البيبان وجبال البابور وأعلى قممها 2003 متر.
  - سلسلة أغاوا تضم مدينة (بجاية).

### المناخ

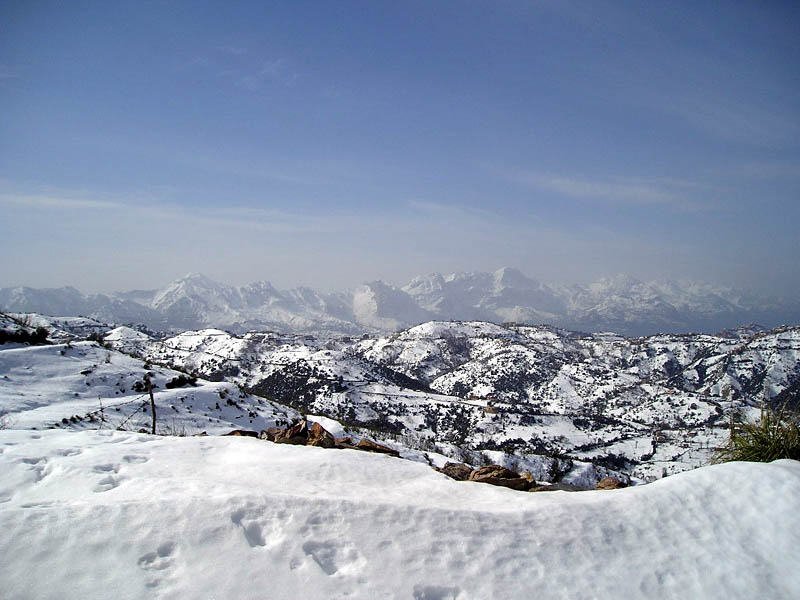
فصل الشتاء في أعالي الجبال.

يوجد في المنطقة عدة مناطق مناخية. لدى الساحل البحري مناخ البحر الأبيض المتوسط. الشتاء معتدل إلى حد ما بالمقارنة مع بقية المنطقة، مع درجة حرارة 15 درجة مئوية في المتوسط. فترة الصيف، التي تبردها رياح البحر، يبلغ متوسط درجة حرارتها حوالي 35 درجة مئوية. على المرتفعات، يكون المناخ أشد قسوة، مع درجات حرارة سالبة في بعض الأحيان وثلوج كثيفة في الشتاء وصيف حار جداً، جاف جداً، خاصة في الجنوب حيث يكون سقوط الأمطار أقل. ومع ذلك، في الأجزاء العليا، يتم التحكم في درجة حرارة الصيف عن طريق الارتفاع. في الوديان الداخلية، يكون الشتاء مشابهًا تقريبًا للمرتفعات. ولكن في فصل الصيف، وذلك بسبب البعد أو التعرض للرياح الجنوبية، ودرجات حرارة مرتفعة خصوصًا: هذا هو الحال في تيزي وزو، حيث يمكن أن تصل درجة الحرارة إلى 46 °C عندما يكون 35 درجة C في دلس، كما في آقبو، في وادي صومام، ممر مرور سيروكو.
تتمتع منطقة القبائل بأمطار غزيرة نسبيًا سهلت تطوير زراعة نموذجية. في منطقة القبايل الكبرى، المناطق الداخلية أكثر تروية بسبب ارتفاع وضغط الرياح الرطبة: وبالتالي في الأربعاء ناث إراثن، يبلغ معدل هطول الأمطار 1,059 ملم مقابل 833 ملم في تيزي أوزو.
سلسلة من التلال التي تعبر المنطقة من خلال الانضمام إلى البليدة أطلس، وجرجورة البابور، مصيف القل وايدوغ يفصل منطقة شمال الأمطار عالية (أكثر من 800 مم من الأمطار سنويا) من منطقة الجنوب أقل روية (من 600 إلى 800 ملم في السنة). أن هذا الاختلاف في هطول الأمطار أسفرت عن أكثر أو أقل كثافة الغطاء النباتي الطبيعي: المنحدرات الشمالية، وغطت في البداية مع أراضي الغابات وعرة وأصبح في وقت لاحق أن بساتين يعارض والمنحدرات الجنوبية أسهل وربما في وقت سابق مأهولة بالسكان، لأنها تفضي على الفور إلى الزراعة والتربية. يقدم هذا العامل عنصرًا إضافيًا للتمييز بين كتاب القبائل الكبرى والصغرى. في الواقع، الأول، إذا استثنينا المنحدر الجنوبي لجورج دجورا (كما هو الحال في ولاية تيزي أوزو الحالية)، فهو في المناطق ذات الأمطار الغزيرة. على العكس، في بيتيت القبايل، فإن التوجهات المشتركة للساحل والإغاثة تغادر العمق قليلاً على المنحدرات الشمالية. أنها توفر مساحة أكبر للمناطق الرطبة أقل، مثل قرقور والشرق أبعد، فرجيوة، التي تمتد بين بابور وهاتو الهضبة.

### النباتات والحيوانات

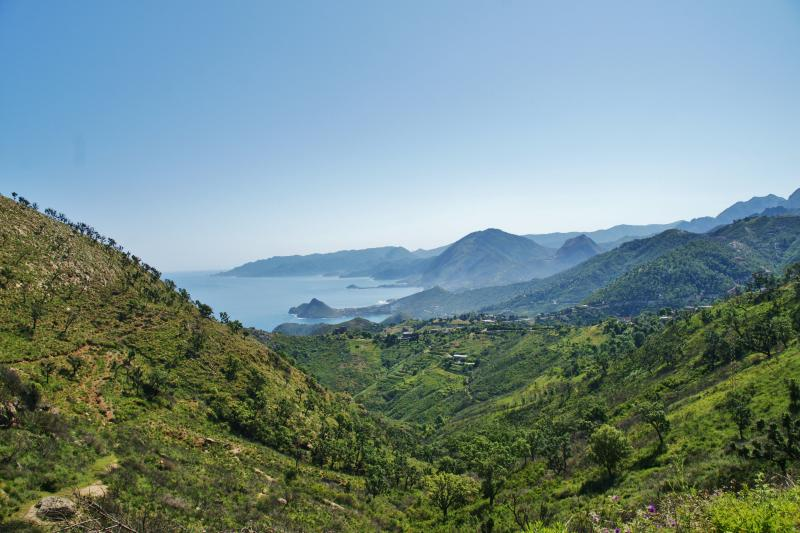
ساحل بمنطقة القبائل.

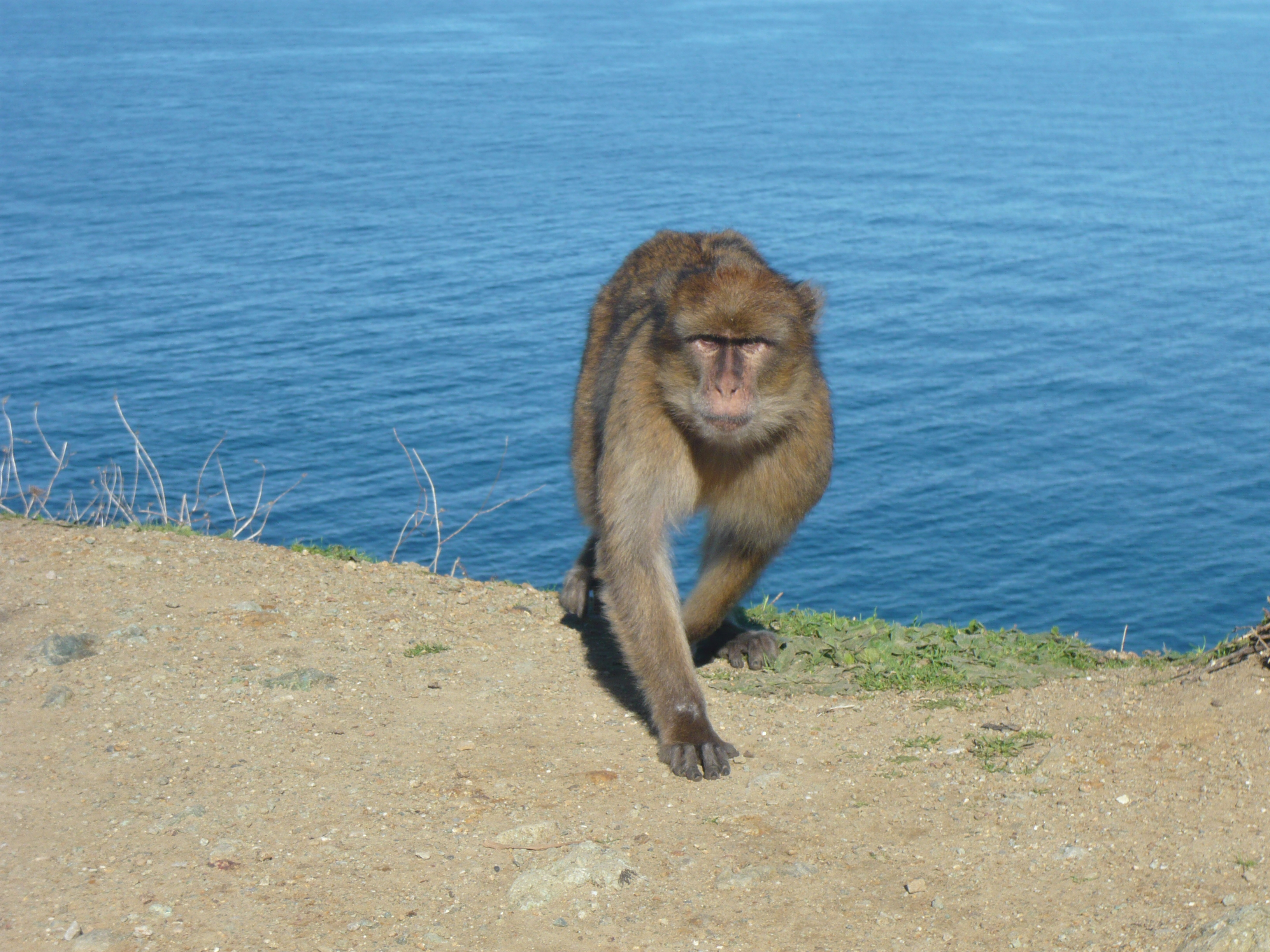
المكاك البربري بمنطقة القبائل الصغرى (ولاية جيجل).

- بسبب الاختلاف في التضاريس في المنطقة فإن المنطقة تمتلك ثروة نباتية وحيوانية مهمة، فهي موطن لثلاثة متنزهات ومحميات طبيعية وهي الحديقة الوطنية جرجرة بتيزي وزو والبويرة والحديقة الوطنية قورايا ببجاية والحديقة الوطنية تازة على الكرنيش القبائلي بين بجاية وجيجل، وقد تم تصنيف هذه المناطق من قبل اليونيسكو باسم المحيط الحيوي العالمي.
  - الغطاء النباتي في المنطقة ينتمي إلى النموذج المتوسطي، ويمكن تحديد ثلاثة أنواع تشكل غابات المنطقة: أنواع دائمة الخضرة وتشمل البلوط وأرز الأطلس والفلين وهذا الأخير تعد منطقة الشمال الجزائري من أغنى المناطق به في البحر المتوسط والصنوبريات مثل الصنوبر الحلبي بالإضافة للأشجار النفظية كشجرة القيقب والكرز مع وجود الأحراش كشجر الزيتون البري.
- منطقة القبائل تعد موطن للعديد من الثدييات البرية مثل القرد البربري، والنمس وابن آوى الذهبي، الخنزير البري والقط البري والثعالب والأرنب البني، كما توجد بالمنطقة عدة أنواع من النسور الجارحة مثل النسور والصقور والنسر الذهبي وغيره، كذلك وجود مجموعة من البرمائيات مثل السمندل....إلخ، كما يوجد بالمناطق الساحلية مجموعة من الحيونات البحرية مثل الدلفين وخنزير البحر...إلخ.

### توزيع السكان
يتوزع السكان في منطقة القبائل على شكل مدن وقرى، بحيث منطقة القبائل يقطنها حوالي 3 ملايين نسمة موزعون على مدن كبرى مثل بجاية وتيزي وزو
و مدن صغرى كالبويرة وقرى، أما خارج منطقة القبائل فهم موزعون على عدة ولايات من الوطن بعدد يقدر 2.5 ملايين نسمة أغلبهم يقطنون الجزائر العاصمة وقسنطينة ووهران والمدن الصحراوية بالنسبة للمستثمرين، أما بالنسبة للمهاجريين فـ للقبائل جالية كبيرة في فرنسا بعدد يقدر 800.000 شخصا وفي كندا بـ 300.000 شخصا خاصة في مدينة كيبك لاستخدامها اللغة الفرنسية وفي الولايات المتحدة جالية تقدر بـ 200.000 شخصا وفي ألمانيا وبريطانيا بعدد يقدر 200.000 شخصا، كما للقبائل جاليات صغيرة في منطقة الشرق الاوسط كالسعودية والإمارات العربية المتحدة وبعض مناطق تركيا.

## تاريخ

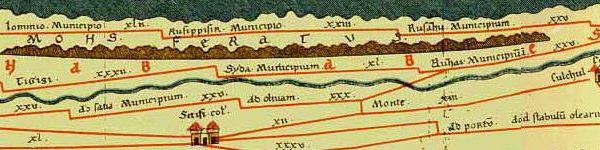
جرجرة (Mons Fer[r]atus) على اللوحة البويتينغرية.

لم تعرف منطقة القبائل حدودًا ثابتة ومحددة بدقة. لكن تاريخها يظهر ثوابت أخرى: استمرارية لغوية تعود إلى آلاف السنين قبل عصرنا. الاستخدام الدائم لأنظمة العلامات والرموز منذ فجر التاريخ. ظل شكل التنظيم القبلي، والمُوثق منذ العصور القديمة، يتسم بالسيطرة المباشرة والصارمة للقادة المُعينين ويُعارض باستمرار ظهور قطب أحادي السلطة ومركزي. على الرغم من الانقسام الداخلي، فقد وجدت المنطقة وِحدتها، مقابل الخار ج، من خلال جعل نفسها ملجأً لجميع الذين أرادوا، من السكان المجاورين، مقاومة تأثير الغزاة المتعاقبين أو الدول قيد الإنشاء. اعتمادًا على الظروف، قُلصت حدودها إلى معاقل أكثر جبلية، بعيدًا عن متناول العدو أو سلطة مركزية والمعترف بها أحيانًا اسميًا، ولكن تم تجاهلها في الممارسة العملية؛ أو امتدت إلى السهول المجاورة، في فترات الانتعاش وإعادة الاستيلاء.
يؤكد العديد من المؤلفين(12) على المكانة التي شغلتها المنطقة أيضًا، في تفردها، في نشأة المدن والدول منها، فضلاً عن العلاقات التي حافظت عليها مع المجتمعات الجبلية: إنهم يدعون إلى عدم جعل «الجمهوريات القروية» نتاج «عزلة القبايل» والمسوّرة في نقائها الأصلي؛ ولكن نتاج تاريخ مرتبط بالتاريخ الحضري، بالإضافة إلى تاريخ الشرفاء أو الأسياد أو الممالك التي شهد عالمها الريفي نفسه ظهورها عدة مرات.

### فترة ما قبل التاريخ وفجر التاريخ

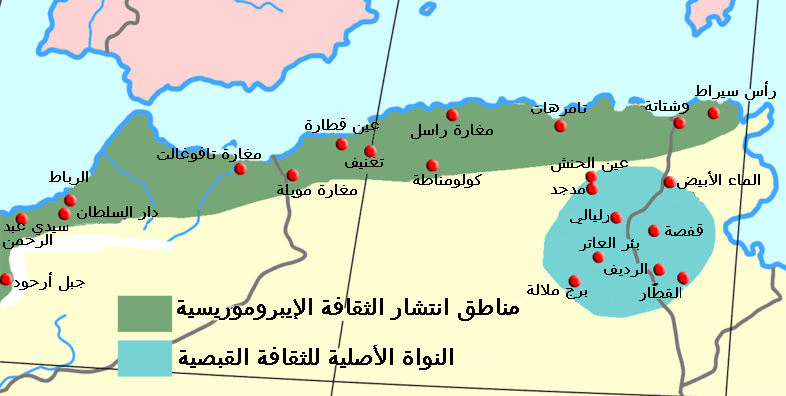
مناطق انتشار الحضارة الإيبيرية المورية

مكّنت البقايا الأثرية المكتشفة في عين الحنش في ولاية سطيف، غير البعيدة عن جبال القبائل، من توسع البشر في شمال إفريقيا إلى حوالي 1,7 مليون سنة، ذُكرت حصى مماثلة بالقرب من واد سباو. ، تشير نتائج الحفريات في كهف أفالو في البابور والملاجئ المجاورة إلى تغلغل سكان الكرومانيون أفارقة في الكتلة الصخرية، بين 15000 و 11 000 سنة قبل عصرنا، يُطلق عليهم اسم مشتة- آفالو، وهم حامل الحضارة الإيبيرية المورية: تركوا هناك مدافن وتماثيل مجسمة بشرية وحيوانية . منحت منطقة القبائل البحرية في تاكدمت أدوات حجرية مقطوعة أقدم، وهي سمة من سمات الحضارة الأشولينية. ولكن أيضًا بقايا من العصر الحجري الحديث، مثل الفأس الحجرية المصقولة، وقطع الخزف وشظايا الأشياء الجلدية التي عثر عليها في دلس.

### عصر الوندال

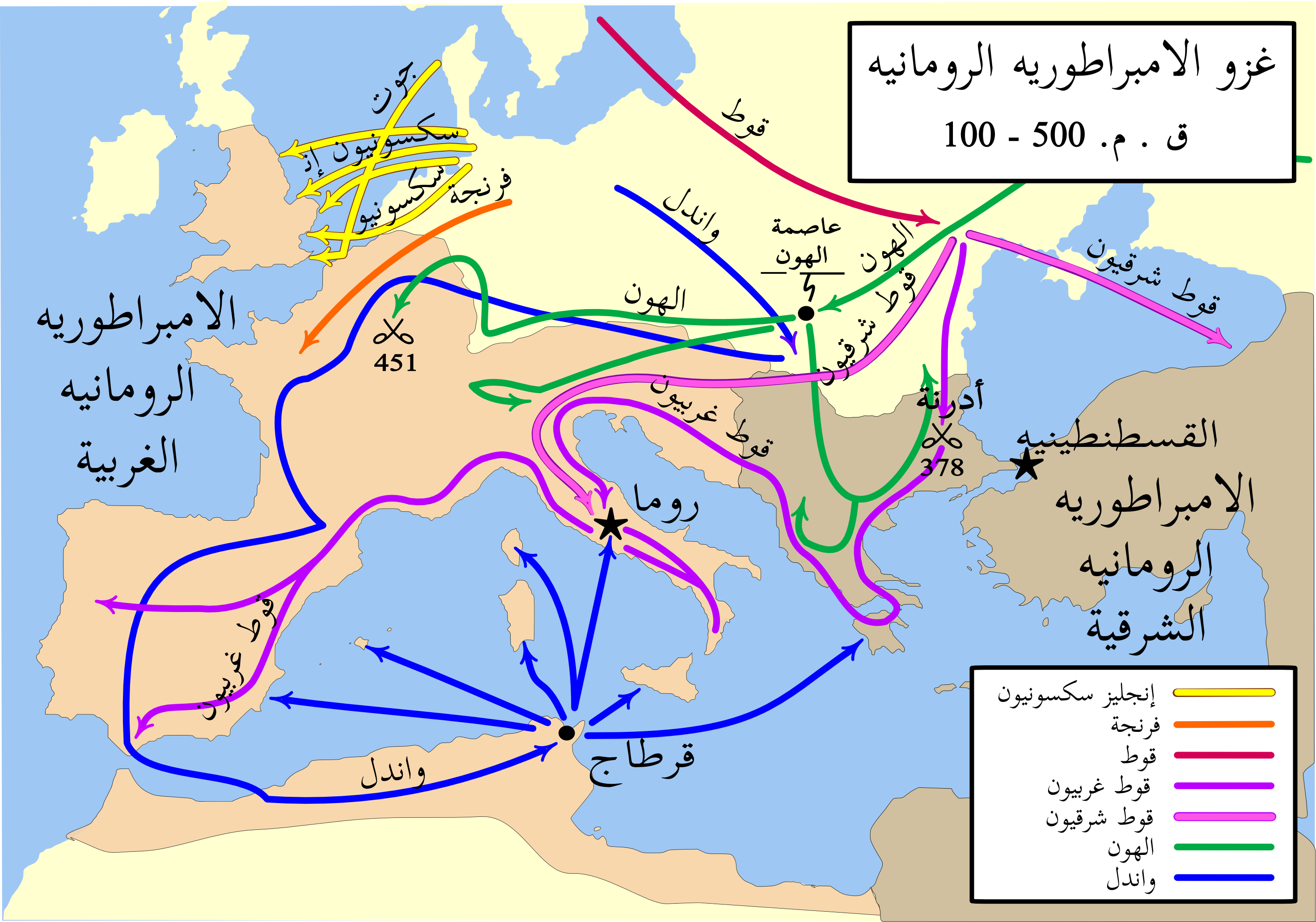
خريطة تبين سيطرة الوندال في شمال أفريقيا

### العصر البيزنطي

يظهر التوسع البيزنطي في عهد جستنيان باللون البنفسجي.

تم اكتشاف أبراج مراقبة من عصر البيزنطي في المنطقة وأكثر من 100 موقع، يمثل وصول المسيحية كديانة سماوية رسمية معادية لعبادة الأوثان الرومانية والبربرية، عاشت المنطقة إبان العصر البيزنطي الكثير من الأحداث والحروب الدينية خاصة بين الدوناتيين والأرثدكس.

### المرحلة الإسلامية

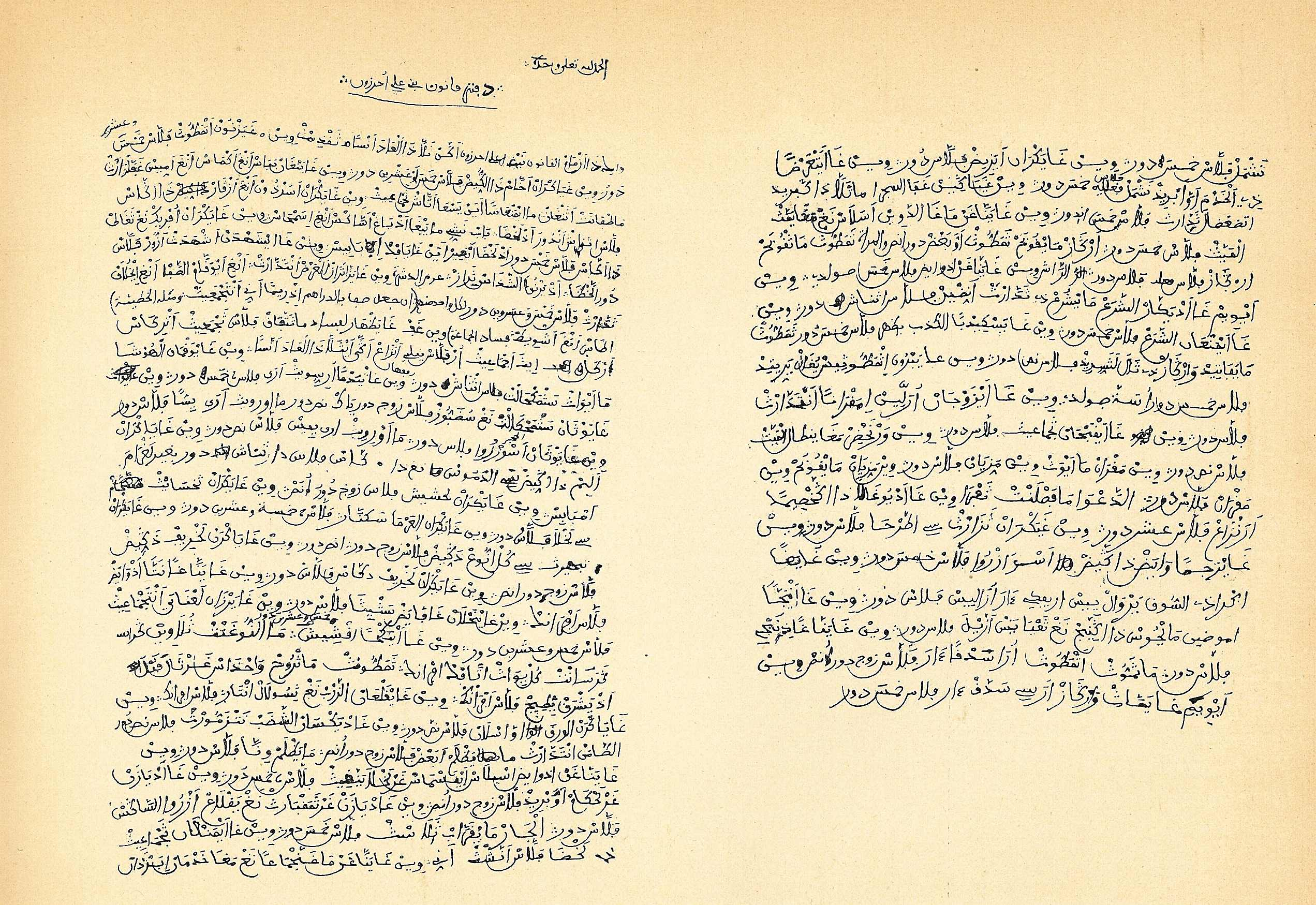
مخطوطة باللغة الأمازيغية من بلاد القبائل مكتوبة بالحروف العربية.

عندما قدم المسلمون إلى منطقة شمال أفريقيا للتبشير بالإسلام اقاموا حضارات عدة، فأقاموا الدولة الحمادية والتي كانت بجاية عاصمتها، فشيدوا البناءات والقلاع مثل: بوابة فوكة وبرج موسى.

### المرحلة العثمانية

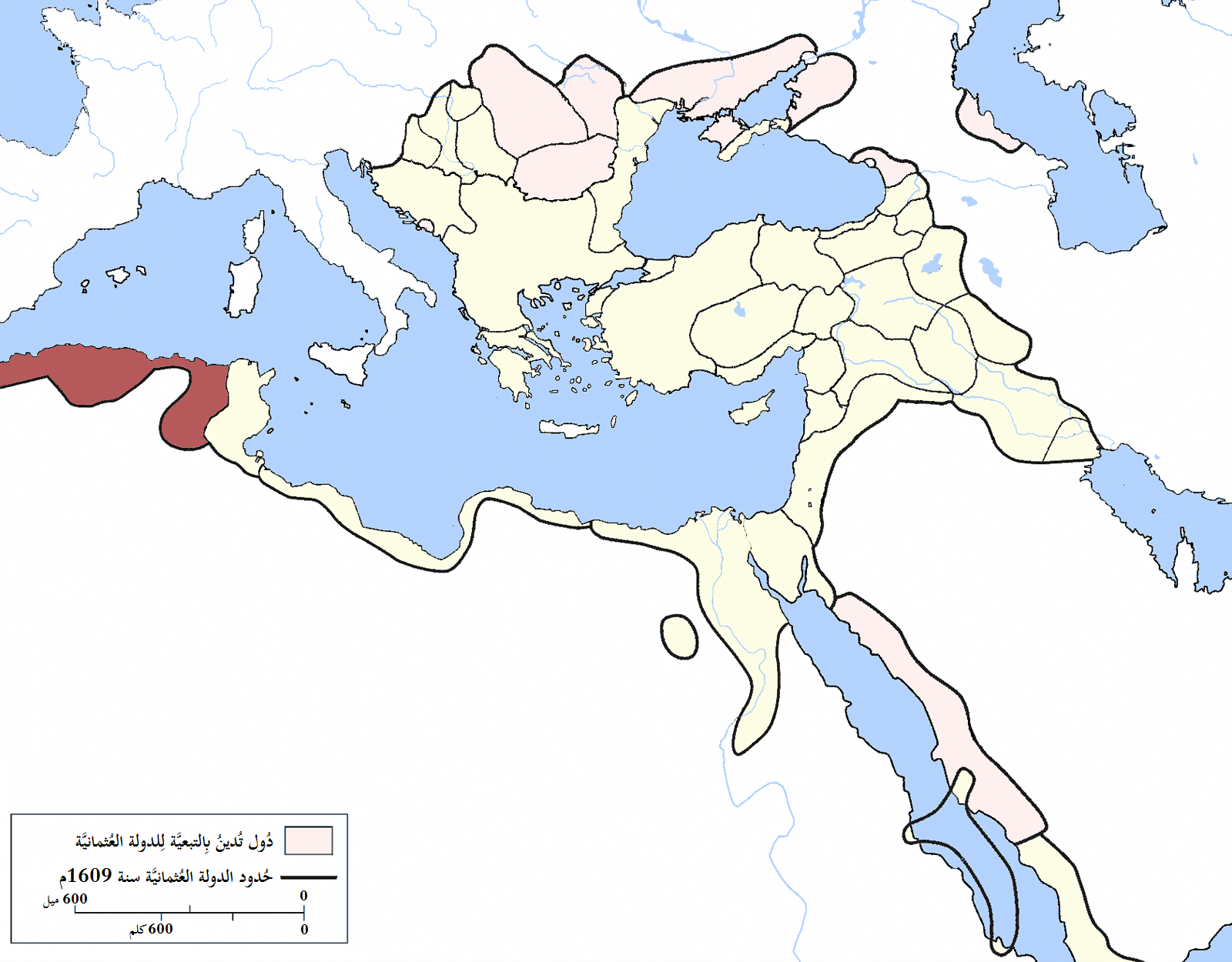
الحكم العثماني في الجزائر 1609

إبتدئت سيطرة الدولة العثمانية منذ عام 1574 حيث كان آخر عام لحكم الحفصيين في المنطقة، فتحولت أفريقيا الشمالية إلى ولاية من ولايات الدولة العثمانية.

### الاحتلال الفرنسي

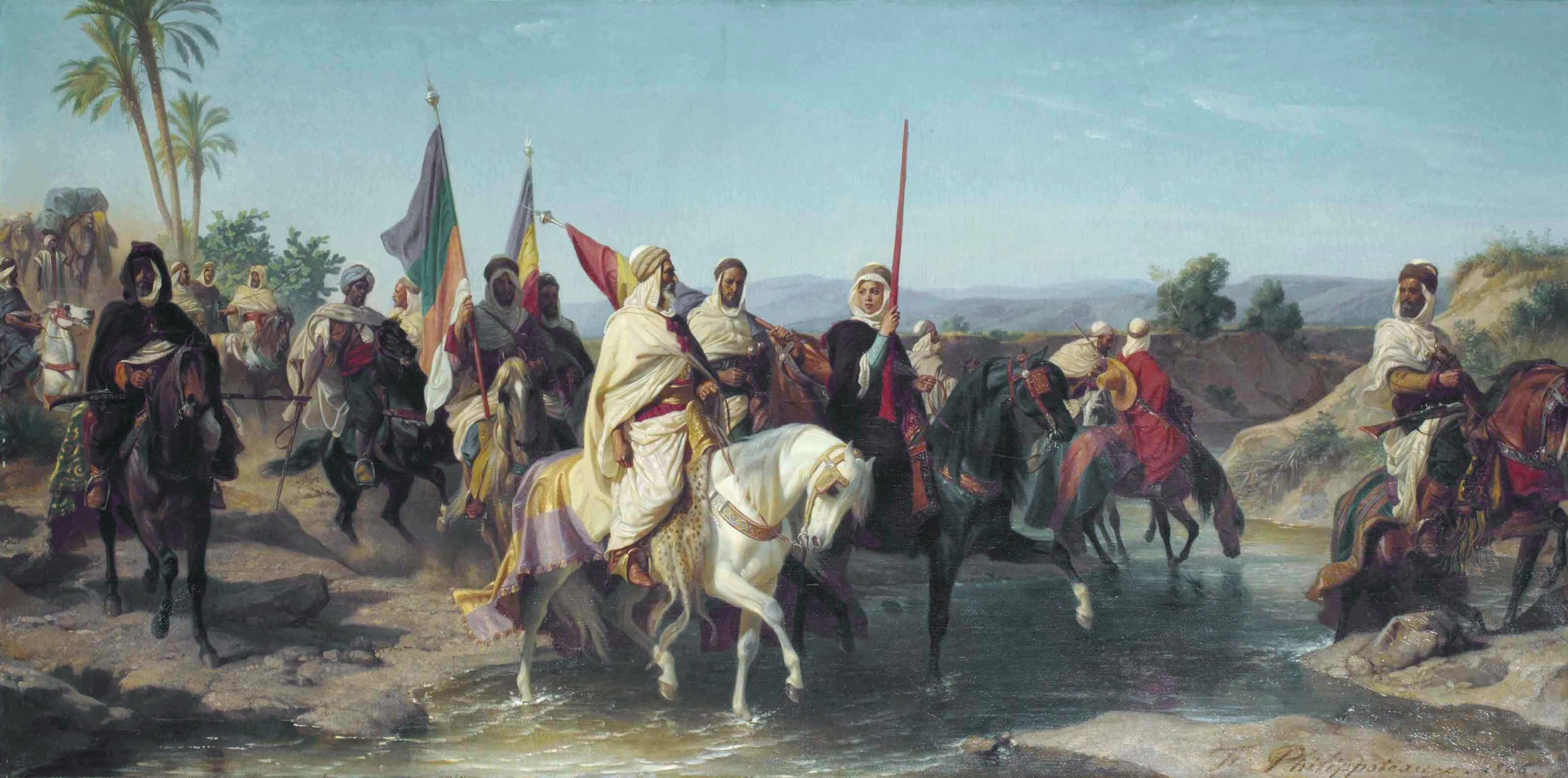
صورة لفليكس يجسد صورة فاطمة نسومر والشريف بوبغلة

تعد منطقة القبائل ثورية بامتياز، حيث شهدت عددا من الثورات مثل ثورة لآلة فاطمة نسومر في خمسينيات القرن التاسع عشر، وثورة محمد المقراني عام 1871، وبعد قرابة عامين من انطلاق الثورة الجزائرية (1954 - 1962) عقد بمنطقة الصومام بولاية بجاية مؤتمر الصومام الذي «كان له دور بارز» في رسم خريطة طريق الحركة التحررية الجزائرية حسب الكثيرين، ويعده البعض «انحرافا لمسار الثورة».

### الثورة التحررية (الولاية الثالثة)
أنجبت المنطقة لثورة التحرير المجيدة 10 إطارات سامية كانوا أعضاء في المجلس الوطني للثورة الجزائرية، أربعة منهم تولوا قيادة منطقة القبائل خلال الثورة والمعروفة آنذاك ب (الولاية الثالثة) تاريخيا والتي تشمل على أربع مناطق 16 ناحية و66 قسما حسب التقسيم الذي أحدثه مؤتمر الصومام التاريخي، إذ جعلوا هذه المنطقة مسرحا هاما لثورة التحرير وخلقوا فيها رعبا كبيرا للاستعمار الفرنسي وتم على التوالي كريم بلقاسم، محمدي السعيد، العقيد عميروش، آيت حمودة وأكلي محند أولحاج، كريم بلقاسم القائد الرمز إلتحق بالجبل 7 سنوات قبل اندلاع الثورة التحريرية، وأصبح منذ سنة 1954 بمثابة القلب النابض لثورة التحرير عامة وفي منطقة القبائل خاصة المعروفة بالولاية الثالثة تاريخيا فكان من القادة الأوائل للثورة في 1954 وعضوا بارزا في مؤتمر الصومام المنعقد في 20 أوت 1956 أين أشرف على التقسيم والتنظيم الهيكلي للثورة، كان بمثابة القاعدة الصلبة في جيش وجبهة التحرير الوطني، ليترك الولاية الثالثة سنة 1956 بعد أن كان قائدها منذ 1954 ليصعد قمة الهرم ويصبح عضو لجنة التنسيق والتنفيذ الأولى رفقة كل من بن يوسف بن خدة، عبان رمضان، سعد دحلب والعربي بن مهيدي.
شاءت الأقدار أن تترك لجنة التنسيق والتنفيذ الجزائر باتجاه تونس بعد إستشهاد العربي بن مهيدي، وفي تونس شهدت الثورة ميلاد لجنة التنسيق والتنفيذ الثانية لترقى الجزائر إلى مصاف الدولة بميلاد الحكومة المؤقتة للجمهورية الجزائرية في 19 سبتمبر 1958 ليضفى فيها كريم بلقاسم نائب رئيس وزير الحربية، ثم تليها الحكومة المؤقتة الثانية أين تولى نيابة الرئيس ووزير الخارجية، تليها الحكومة المؤقتة الثالثة، إذ هو نائب للرئيس ووزيرا للداخلية ويوقع باسم الجبهة والجيش اتفاقيات إيفيان الحاسمة وبعد 15 سنة من النضال المسلح، ويضع وتيرة الحرب التي دامت 132 سنة، ليغتال بعد الاستقلال في ظروف غامضة بمدينة فرانكفورت الألمانية، العقيد محمدي السعيد... حياة كفاح كان العقيد محمدي السعيد وجها بارزا من وجوه الثورة الجزائرية، وثاني قائد للولاية الثالثة تاريخيا، خليفة لكريم بلقاسم، محمدي سعيد مستعمل فكرة» عدو العدو صديق «كان ضابطا في الجيش الفرنسي سنة 1939 وحول إبان الحرب العالمية الثانية للدفاع عن الأراضي الفرنسية، وما كان عليه الا أن ينضم إلى الجيش الألماني ويضحي ضابطا في المخابرات الألمانية، يكلف سنة 1942 بفتح منفذ في شمال إفريقيا موالي للجيش الألماني ضد الاستعمار الفرنسي، ليتم اسقاطه من على طائرة بنواحي تبسة محملا بالأسلحة وذلك سنة 1942 حاكما ألقي عليه القبض من طرف السلطات الاستعمارية وحكم عليه ب 10 سنوات سجنا، ليتم تسريحه سنة 1952 ووضع تحت الإقامة الجبرية بناحية الأربعاء ناث إيراثن، بولاية تيزي وزو
عيون كريم بلقاسم لم تغفل على استمالته ليتخذ وجهة الجبل في نفس السنة أي في 1952 ويصبح نائبا له رفقة» أعمر أوعمران «ويبقى كذلك رفقة كريم عند اندلاع الثورة التحريرية ثم عقيدا خلفا له على الولاية الثالثة، سنة 1957 إلى تونس ويكلف من طرف قادة الثورة بتكوين» الكوم«أي المركز العملياتي الشرقي، فوق الأراضي التونسية في وزارة الحربية للحكومة المؤقتة ثم قائدا للولاية الأولى، الثانية والثالثة.
العقيد عميروش (شهيد دوخ الإستعمار) العقيد عميروش آيت حمودة رجل من الوزن الثقيل، ولد سنة 1926 بناحية واسيف بقمة جرجرة لم يعرف أبا، ليحمل اسمه فهو عميروش ابن عميروش الذي توفي شهرين قبل ميلاده، شغل كثيرا في أعمال التجارة، أوقف في العديد من المرات لشدة كراهيته للإستعمار وذلك قبل ان يهاجر إلى فرنسا ويلتحق بجمعية العلماء المسلمين بالمهجر أين شغل منصب مراقب مالي للجمعية، يكلف بالدخول إلى أرض الوطن قبيل اندلاع الثورة، شاءت الاقدار أن تكون ليلة 31 أكتوبر تاريخ ميلاده فاطلق فيها سنة 1954 عيارات في وجه ثكنة تيزي الجامع بعين الحمام معلنا اندلاع الثورة التحريرية المجيدة، عرف عنه الصرامة عدم التسامح، والقلب النابض بالحنان تجاه جيش التحرير والمواطنين المناضلين، فهو الذراع الأيمن لكريم بلقاسم في ناحية الصومام والمعروفة تاريخيا بالمنطقة الثانية للولاية الثالثة تاريخيا، ينظم النواحي ويهيكلها يلقن المصاليين دروسا في النضال والقتال، وتبقى الثورة من حوله تجوب وهو ساهر على تنظيمها وامدادها بالرجال والسلاح، كلف بتأمين ناحية الصومام عند انعقاد المؤتمر التاريخي ونجح، رقي رائدا عسكريا ونائبا للعقيد محمدي السعيد، ليكلف من طرف لجنة التنسيق والتنفيذ للاطلاع حول خلفية استشهاد العقيد مصطفى بن بولعيد، في الولاية الأولى تاريخيا، وفي صائفة 1957 يعين قائدا بالنيابة للولاية تاريخيا ليبقى نهائيا في مصاف العقداء على رأس الولاية الثالثة سنة 1958 أعطى دفعة قوية للقتال والتناحر بالولاية الثالثة، ينظم القيادة، يخلق الفيالق المسمات بالوحدات الثقيلة، عجز العدو أن يقف في وجهه، عرف بالتنقلات الكثيرة والسريعة، اسمه كثيرا ما يخلق الرعب في أوساط الاستعمار، يسرع في اتخاذ القرارات لايتماطل أمام المعضلات، يعتبر الجبال رمالا، حتى كتبت له الشهادة رفقة العقيد سي الحواس، قائد الولاية السادسة تاريخيا في معركة غير متساوية زج فيها العدو قوات الطيران والمدفعية الثقيلة ضد فوج من المجاهدين بناحية جبل ثامر في 28 و29 مارس 1959 لتبقى بذلك بطولات الرجل خالدة في التاريخ الحديث والمعاصر.
رفع العلم بسيدي فرج القائد أكلي محند أولحاج المدعو» أمغار«بمعنى» شيخ«ليس لسنه بل لرزانة فكره، فهو من مواليد 1911 ببوزڤان تاجر غني، انضم عام 1955 إلى صفوف الثورة رفقة أبنائه الثلاثة فهو مسؤول سياسي» لأيت يجا«لغاية 1956 ليصبح نائبا لقائد المنطقة النقيب» يازوران محمد أمزيان«وفي سنة يرقى رائدا للمنطقة الثالثة بالولاية الثالثة وهي تيزي وزو، وفي سنة 1956 ليصبح رائدا سياسيا للولاية الثالثة ثم قائدا للولاية مرتين عام 1958 وعام 1959 حاول العدو مرات عديدة اغتياله، سماه الفرنسيون بلقب الشيخ وهي تسمية بقية في تاريخ الرجل، وعند استشهاد العقيد عميروش في مارس 1959 كان ينوب عن الولاية الثالثة تاريخيا استطاع أن يتفادى خسائر كبيرة لثورة التحرير بعد اندلاع عملية المنظار في مخطط شارل (في21 جويلية 1959) يقوم بفك الوحدات الثقيلة لجيش التحرير ويحولها إلى وحدات صغيرة في إستراتيجية شاملة تمكن من إلحاق هزائم بالعدو دون فقدان الرجال، وفيها رسالة للعقوبات الفرنسية أن جيش التحرير لايزال موجودا ولم تنته رغم استشهاد حوالي 8 آلاف من أفراد الجيش.

### الربيع الأمازيغي
يعد يوم 20 أبريل/نيسان من كل عام يوم الاحتفال في منطقة القبائل بذكرى «الربيع الأمازيغي» الذي جاء بعد مظاهرات داعمة لمطالب «الحركة الأمازيغية» في جامعة تيزي وزو في أبريل/نيسان 1980 وعرفت مواجهات مع الشرطة الجزائرية، وتوترا في علاقة المنطقة بالسلطة.

## الفن والثقافة

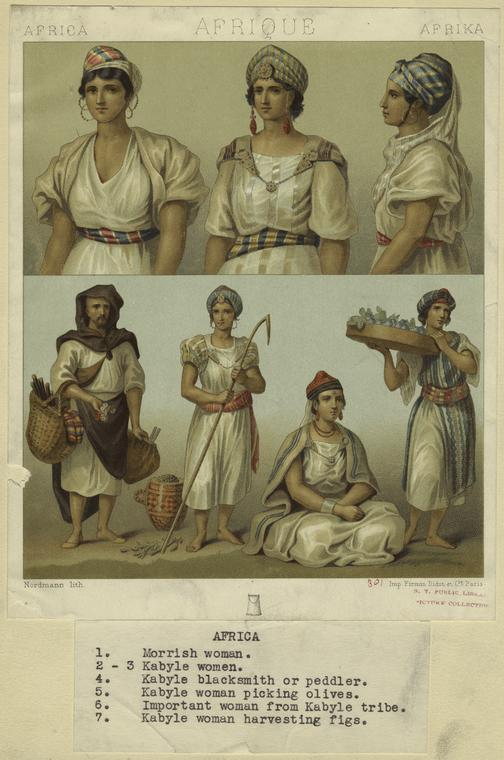
اللباس التقليدي

### الأغنية القبائلية
لعبت الأغنية القبائلية المعاصرة دورا هاما في تقوية الوعي بالانتماء إلى الهوية الأمازيغية بمنطقة القبائل الكبرى، وكانت لها قاعدة شعبية على يد مغنين قبائل أمثال سليمان عزام، إيدير، آيت منقلات وفرحات مهني وغيرهم الذين بدأت معهم حركة الاحتجاج المعلن والشديد للأغنية القبائلية الجديدة وكان لهم جمهور واسع في الداخل والخارج والأغنية القبائلية بدأت تعرف النور في الفترة بين 1945 و1950 عندما قام جيل من الشباب القبائلي المناضلين في صفوف التيار الوطني الراديكالي بتأليف أغاني ملتزمة (les chansons engages) باللغة الأمازيغية خاصة أناشيد الحركة الكشفية المتطورة في منطقة القبائل باستعمال كلمات النشيد: «(kker a mmi-s umazigh) ومعناها بالعربية انهض يابن مازيغ»، وكان أساس وجوهر الأغنية القبائلية يغلب عليه الأثر الوطني الثوري والسياسي في محاولة تصحيح أخطاء النظام والدعوة إلى التحرر ونذكر على سبيل المثال لا الحصر: أغنية (بارزيدان berzidan) أي الرئيس للمغني فرحات مهني كلمات محند أويحي وكان من الممكن أن تلقى هذه ألأغنية متابعات قضائية بتهمة سب الرئيس وإهانة الدولة وان كان في بلد ديمقراطي، كما نجحد أغنية (amzzarti) أي الهارب من الجندية، وأغنية (أدّو Adu) وتعني ريح الحرية.. إلخ
من أغاني إيدير نقف على أغنية (تاقراولة tagrawla) وتعني في الأمازيغية الثورة و (تيغري أنوقدود tighri n’ wegdud) وتعني نداء الشعب فضلا عن المجمعة النسوية «جرجرة» والحرية التي غنت أغنية taqbaylit أي بنت القبائل، وابتداء من 1974 أعطت الأغنية القبائلية الحديثة خاصة مع النجاح الذي أحرزه المطرب إيدير ومجموعة من المطربين المؤلفين ذوي الموهبة الكبيرة أمثال آيت منقلات وفرحات مهني لموضوع الهوية الأمازيغية كقاعدة جماهيرية، كما عززت من مصداقية الثقافة الأمازيغية على المستوى الوطني والدولي، والموسيقى في منطقة القبائل تحمل الكثير من الإثارة حتى لو كانت في المناسبات العادية وهي تتميز بطابع شعبي محض، مما مكنت الأغنية من التنقل خارج الحدود على يد المؤلفين والمغنين أمثال: (إقربوشن، الشيخ الحسناوي، سليمان عازم، شريف خدام، آيت منقلات، إيدير، معطوب الوناس وتكفاريناس..خ)، وننوه أن بعض ألغاني ترافقها فنون الرقص التي تتداخل فيه الحركات ألأنيقة مع الحفاظ على القيم الاجتماعية وقواعد الالتزام بالآداب.

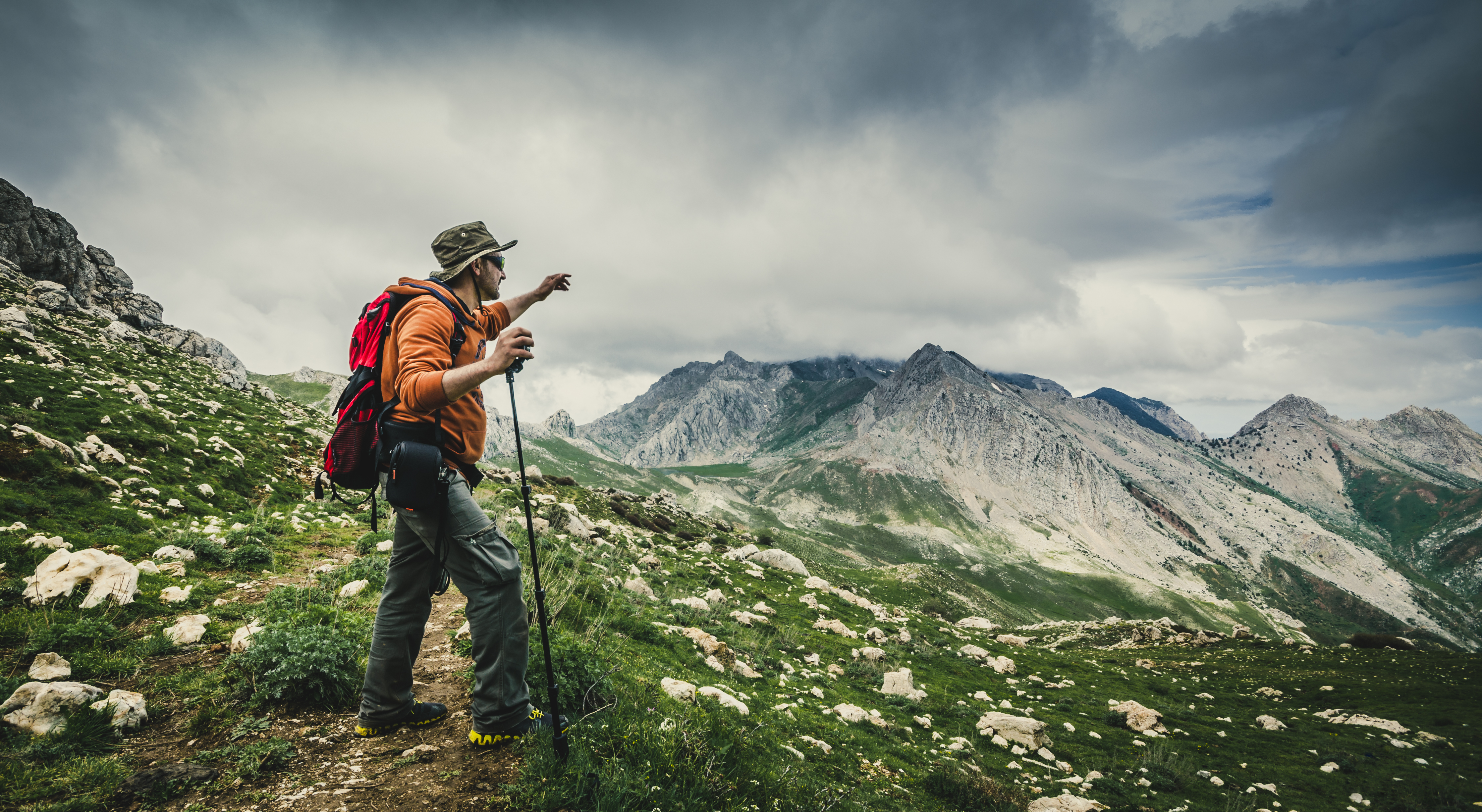
السياحة الجبلية في تيكجدة

### اللباس التقليدي
أي الالتزام باللباس المحتشم وهي (الأقندور والبرنوس بالنسبة لرجل، ويمثل البرنوس الأبيض رمز الرجولة والشرف وأيضا تلبسه المرأة يوم زفافها، أما بالنسبة للمرأة فنجد الفوطة أو كما تسمى: تيمحرمت، والأمنديل وتعني الشال، والأقوس أي الحزام وهي ألبسة ما تزال ترتديها المرأة القبائلية في منطقة القبائل إلى يومنا هذا بكل فخر واعتزاز لكونه مظهر يعكس الهوية الأمازيغية لا سيما وهو يكون مرفق دوما بحلي فضية، مثل: (أزرار أي العقد، أخلخال، أبزين، ابروش، تيخوثام أي الخاتم وغير ذلك من الحلي التي تتزين بها المرأة.

## السياحة

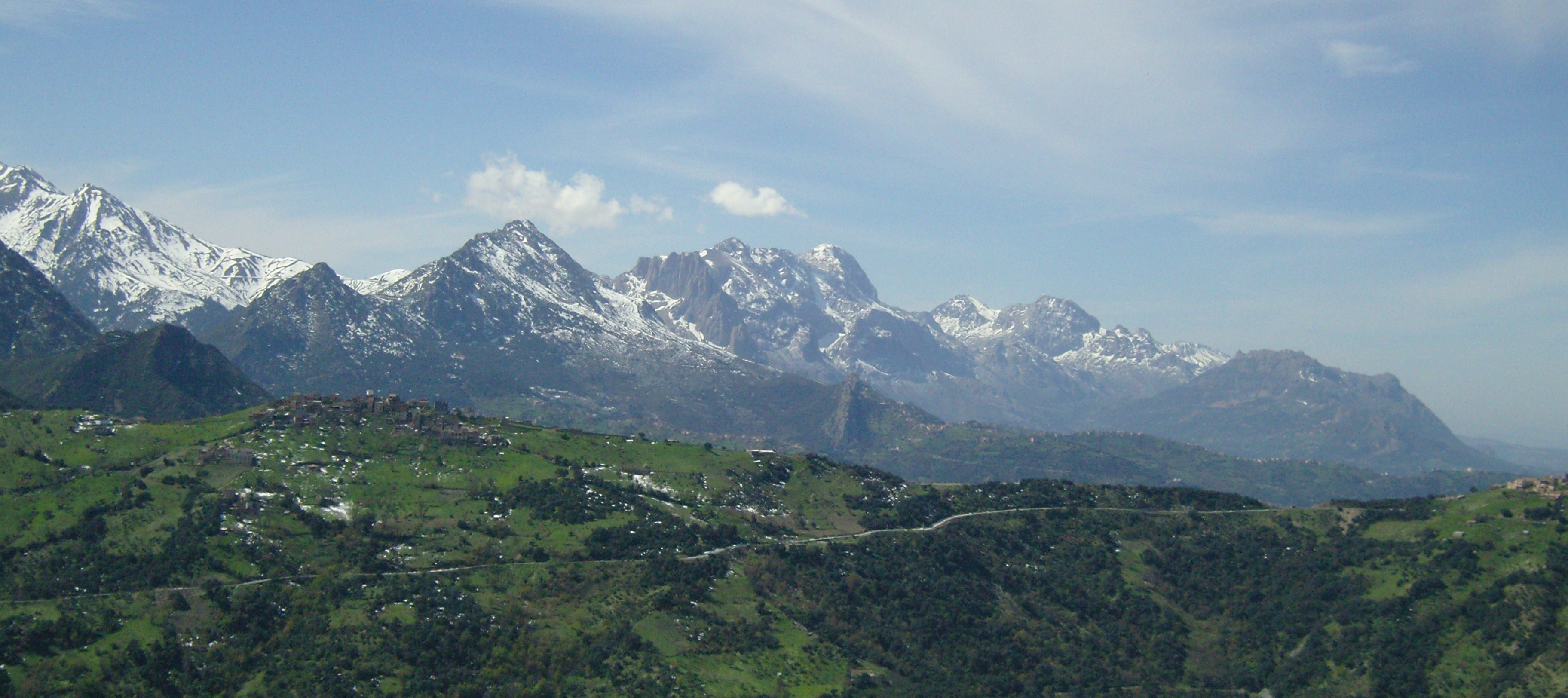
جبال جرجرة في الشتاء

- يعتبر شمال الجزائر من الشرق إلى الغرب مساحات خضراء تتخللها غابات كثيفة وسلاسل جبلية صخرية وبحيرات وسبخات في المنطقة مما يعطي تنوعا بيئيا يسوده الجوّ المعتدل صيفا وشتاء.
- تتكون معظم التلال من أطول السلاسل في أفريقيا وهي الأطلس التلي الذي يمتد بمحاذاة الشريط الساحلي تتخللها أحواض وسهول وأهم جبالها هي جبال جرجرة المشهورة في منطقة القبائل ولاية تيزي وزو والتي تتساقط فيها الثلوج بكثرة في موسم الشتاء وتحتضن في أعاليها منطقة تيكجدة الخلابة المتواجدة على بعد عشرة كيلومترات تقريبا من منطقة ولاية البويرة، ولعل من بين ما يدعوك للتعجب وجود تلك الحظيرة الخلابة الخضراء في كبد الجبل الصخري العالي.
- حظيرة جرجرة: 500,18 هكتار، وتقع في قلب أطلس التل، تبعد 50 كم عن الجزائر العاصمة، تستقر فيها الثلوج لمدة ثلاثة أشهر (ديسمبر، يناير، فبراير).

## السكان والاقتصاد والمجتمع

### ديمغرافيا
| بلدية    | السكان (2008) |
| -------- | ------------- |
| بجاية    | 177٬988       |
| تيزي وزو | 135٬088       |
| بويرة    | 75٬000        |

يبلغ عدد الولايات السبع التي يقع بها محيط الثنية - سطيف - جيجل حوالي ستة ملايين نسمة. منها، وفقا للتقديرات، من ثلاثة إلى ثلاثة ملايين ونصف ناطق بالقبايلية. وفقاً لتعداد عام 2008، فإن ولاية تيزي أوزو تضم أكثر من 1.1 مليون نسمة، مقسمة إلى 67 بلدية. في حين أن 52 بلدية من ولاية بجاية يسكنها ما يقرب من مليون شخص. ينتشر باقي السكان الناطقين بالقبايلة في المنطقة نصف الشرقي من ولاية بومرداس، النصف الشمالي من ولاية البويرة، شمال ولاية برج بوعريريج، غرب ولاية جيجل، الشمال الغربي من ولاية سطيف.
الكثافة السكانية عالية، حيث تصل إلى 375 نسمة / كم 2 في ولاية تيزي وزو. ومع ذلك، فإن النمو السكاني منخفض نسبيا مقارنة بالبلد ككل، بمعدل 0.2٪ فقط في ولاية تيزي وزو و 0.6٪ في بجاية.

### اقتصاد
المعروف عن المجتمع القبائلي أنه مجتمع استثماري تجاري، وانتشار القبائليين في العالم ساهم في بناء علاقات تجارية عالمية، ويعتبر زيت الزيتون من أهم المنتجات الفلاحية للمنطقة، كما يعتمد الاقتصاد على الخضراوات والفواكه لأن أرض منطقة القبائل صالحة للزراعة، كما تتوفر منطقة القبائل على عدة مناطق صناعية كبرى التي يصنع فيها المواد الغذائية كالمشروبات والياغورت مثل المنطقة الصناعية (taharacht) الواقعة في أقبو وصنع الصلب ومواد البناء كالاسمنت والآجور.

### رياضة

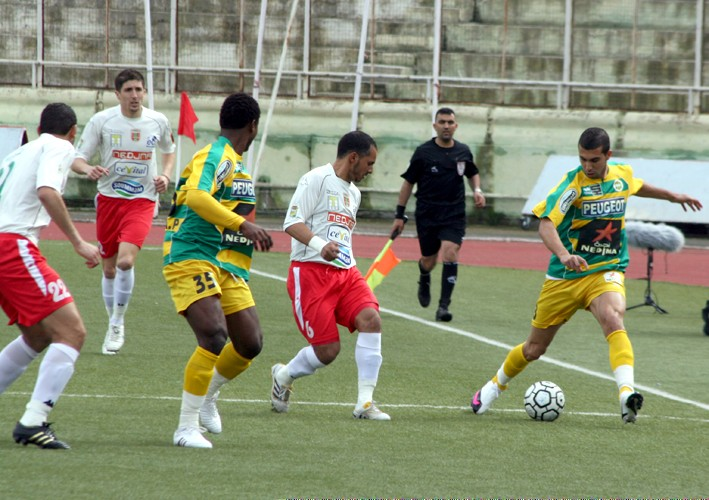
نادي الشبيبة القبائلي ضد نادي بجاية 2010

يشتهر سكان منطقة القبائل بحبهم الشديد لكرة القدم، وهي الرياضة الأولى في المنطقة كما لديها 3 أندية تلعب للدرجة الأولى في الدوري الجزائري وهي:
شبيبة القبائل (jeunesse sportive kabyle)، والتي حطمت رقما قياسيا في عدد ربحها للدوري الجزائري (14 مرة) والكؤوس الإفريقية (06)، شبيبة بجاية (jeunesse sportive medinat Béjaia)، والتي شاركت بالدوري الجزائري تسع مرات ومن أبرز لاعبيها جعبور، كوليبالي. ومولودية بجاية (moulodia de Béjaia) والتي صعدت إلى الدرجة الأولى للمرة الأولى في تاريخها في موسم (2013/2014) التي يحترف فيها لاعبين عدة كـ (يايا) الذي بفضل هدفه في مرمى أمل الأربعاء صعدت المولودية إلى الدرجة الأولى، كما لسكان بجاية ميولات إلى رياضة كرة الطائرة والتي تملك أندية لهذه الرياضة مثل نادي (bbs) الرجالي الحائز على كأس الجزائر لكرة الطائرة موسم 2012/2013، أما بالنسبة لكرة اليد فلسكان مدينة اقبو (akbou aqvu) عدة فرق
مختصة في هذه الرياضة تحترف أغلبها في الدوري الأول للدوري الجزائري لكرة اليد مثل نادي (orba).

## أعلام القبايل
من أبرز الشخصيات السياسية التي ولدت في المنطقة حسين آيت أحمد من مواليد أغسطس/آب 1926 بعين الحمام بولاية تيزي وزو، وتوفي في ديسمبر/كانون الأول 2015، ويعد أحد كبار قادة الثورة الجزائرية وزعيم جبهة القوى الاشتراكية أقدم حزب معارض في الجزائر.
أنجبت المنطقة عام 1922 كريم بلقاسم الذي توفي عام 1970 بألمانيا، وهو أحد أبرز قادة الثورة الجزائرية وصار من المعارضين السياسيين للحكومة الجزائرية بعد الاستقلال.

## معرض الصور

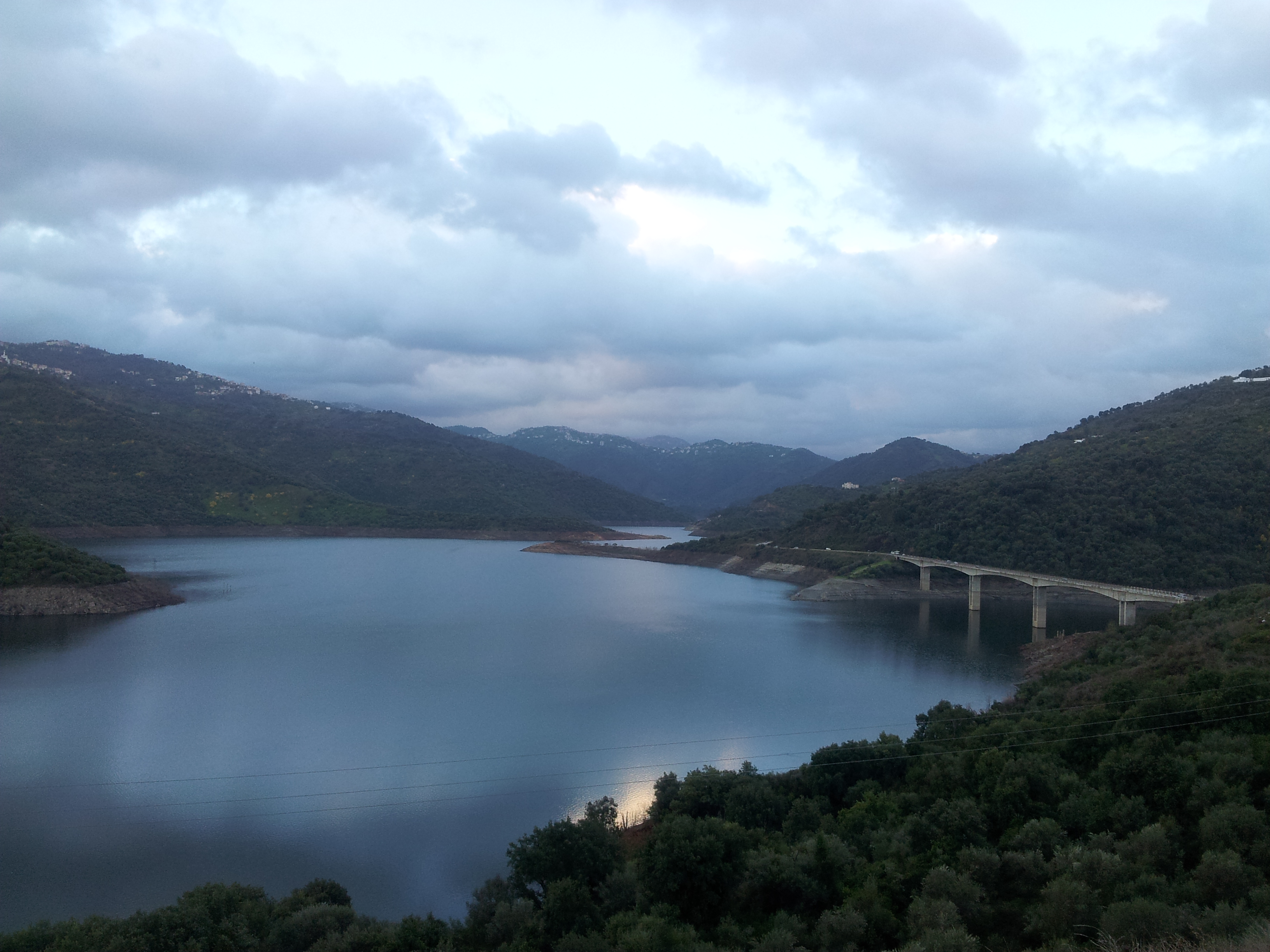
سد وادي عيسي
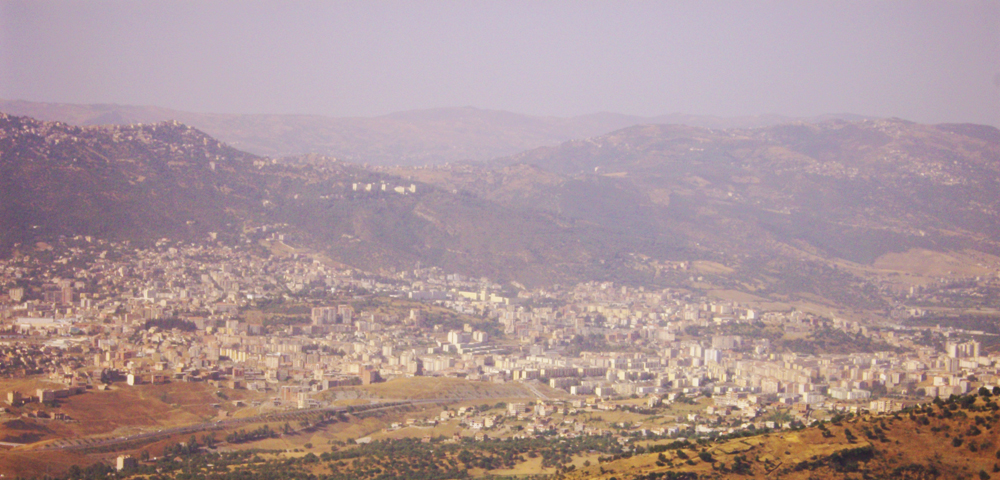
منظر لمدينة تيزي وزو
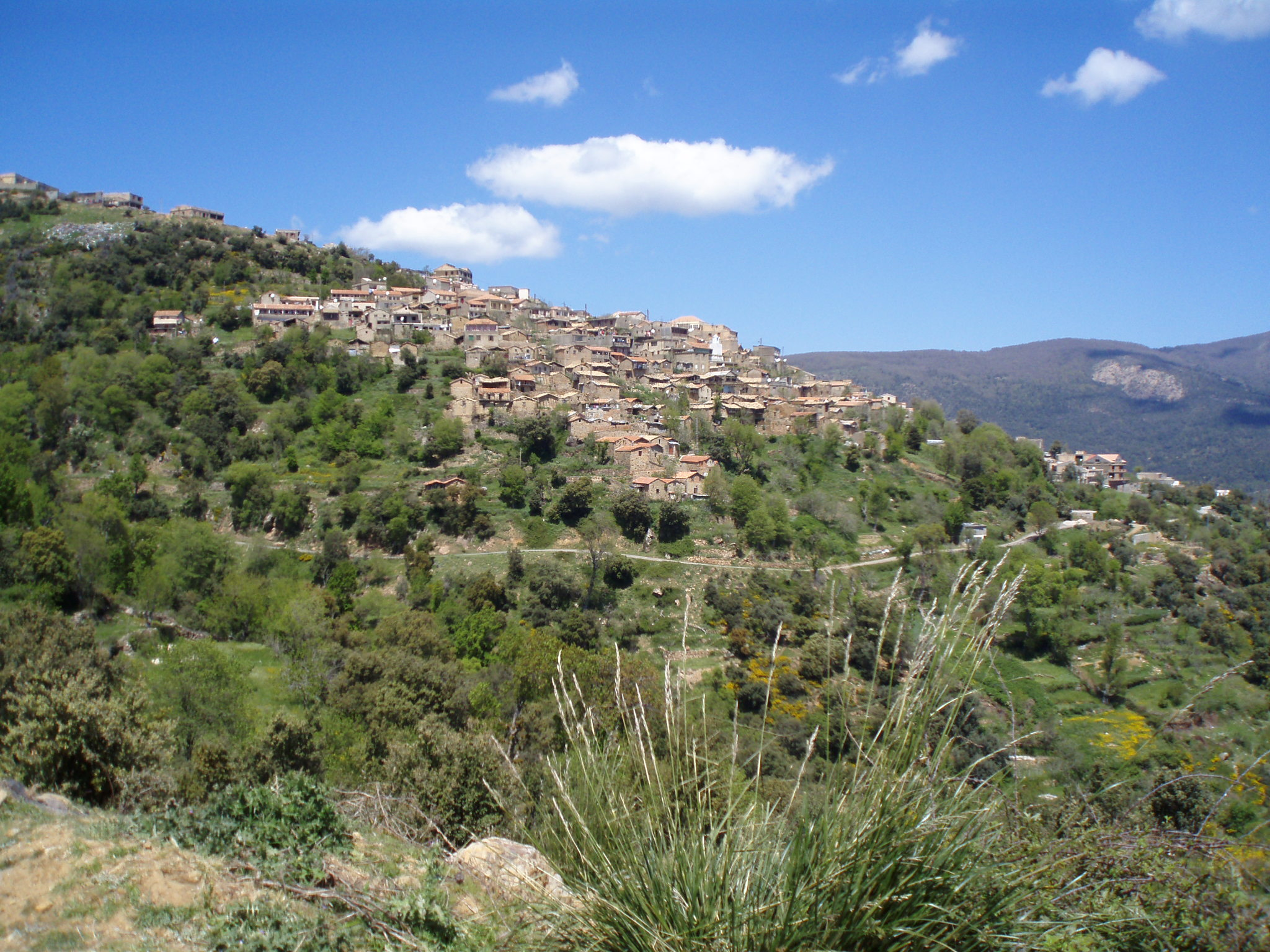
قرية في منطقة القبائل
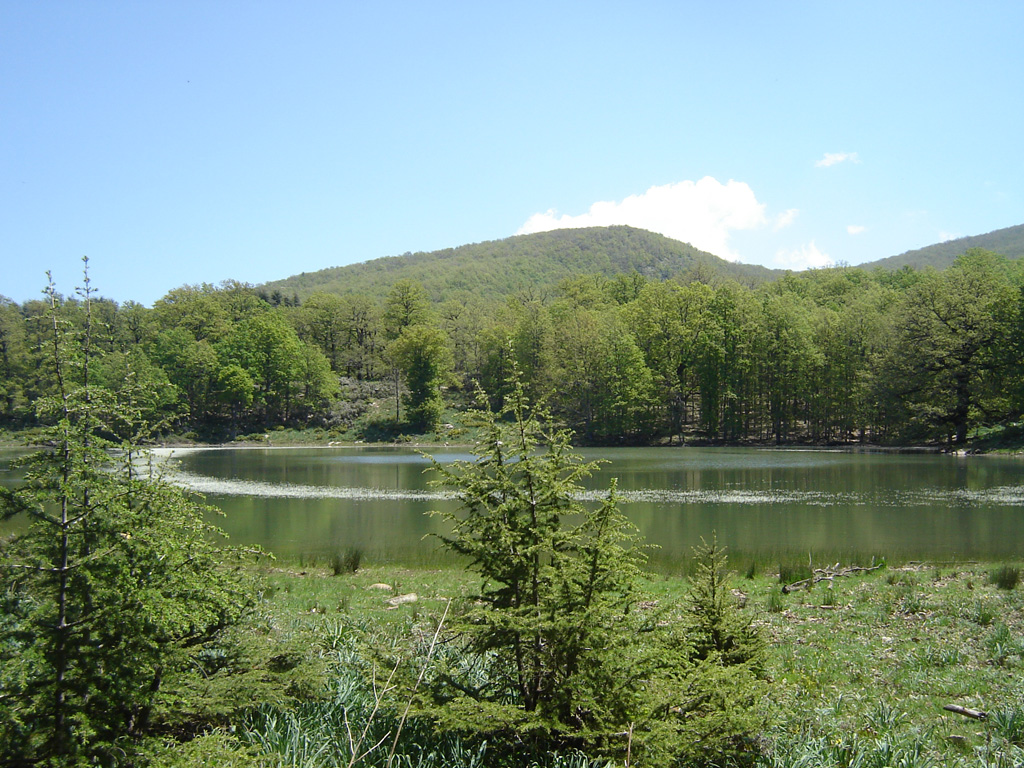
البحيرة في منطقة آدكار
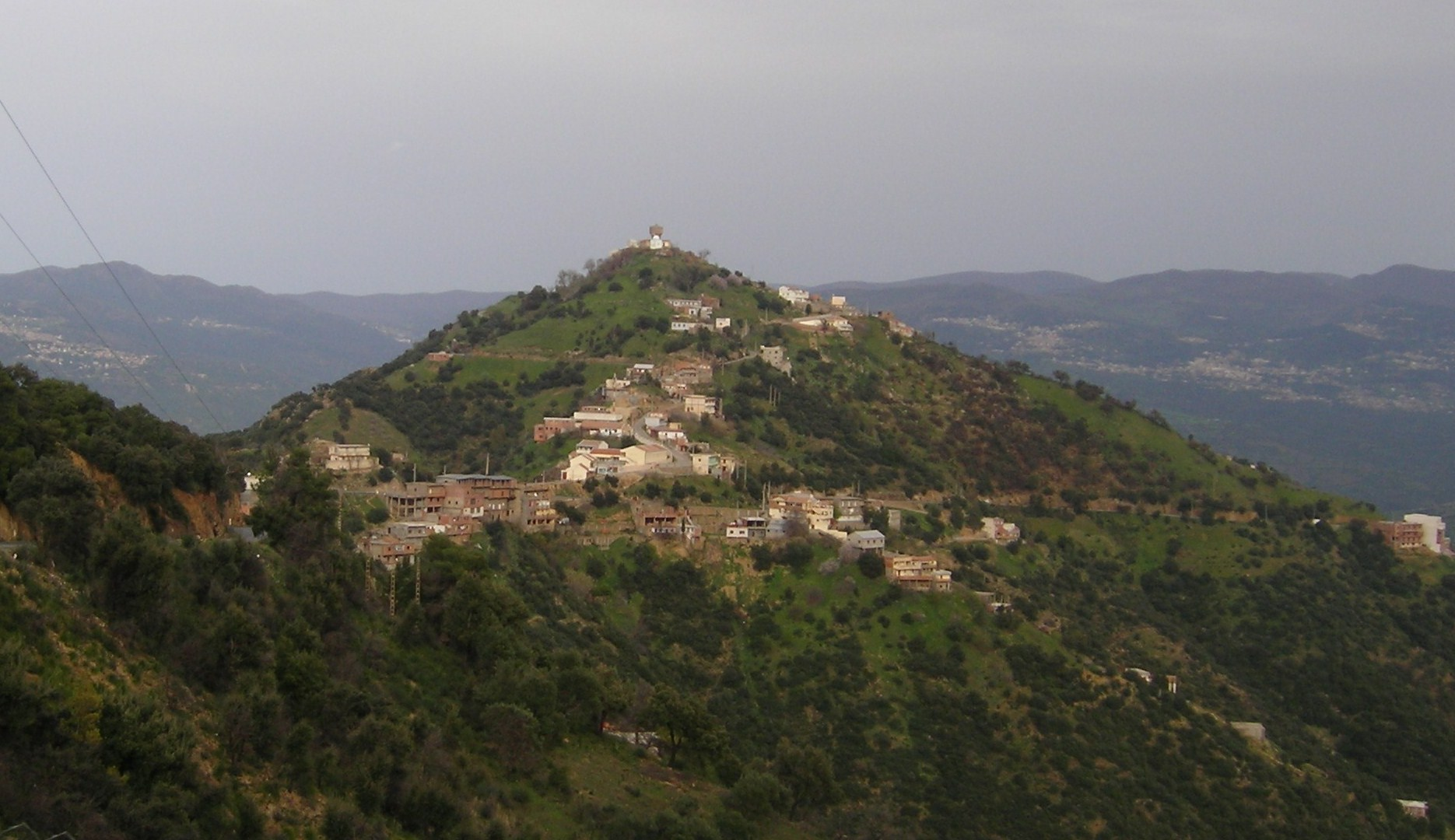
قرية في منطقة القبائل
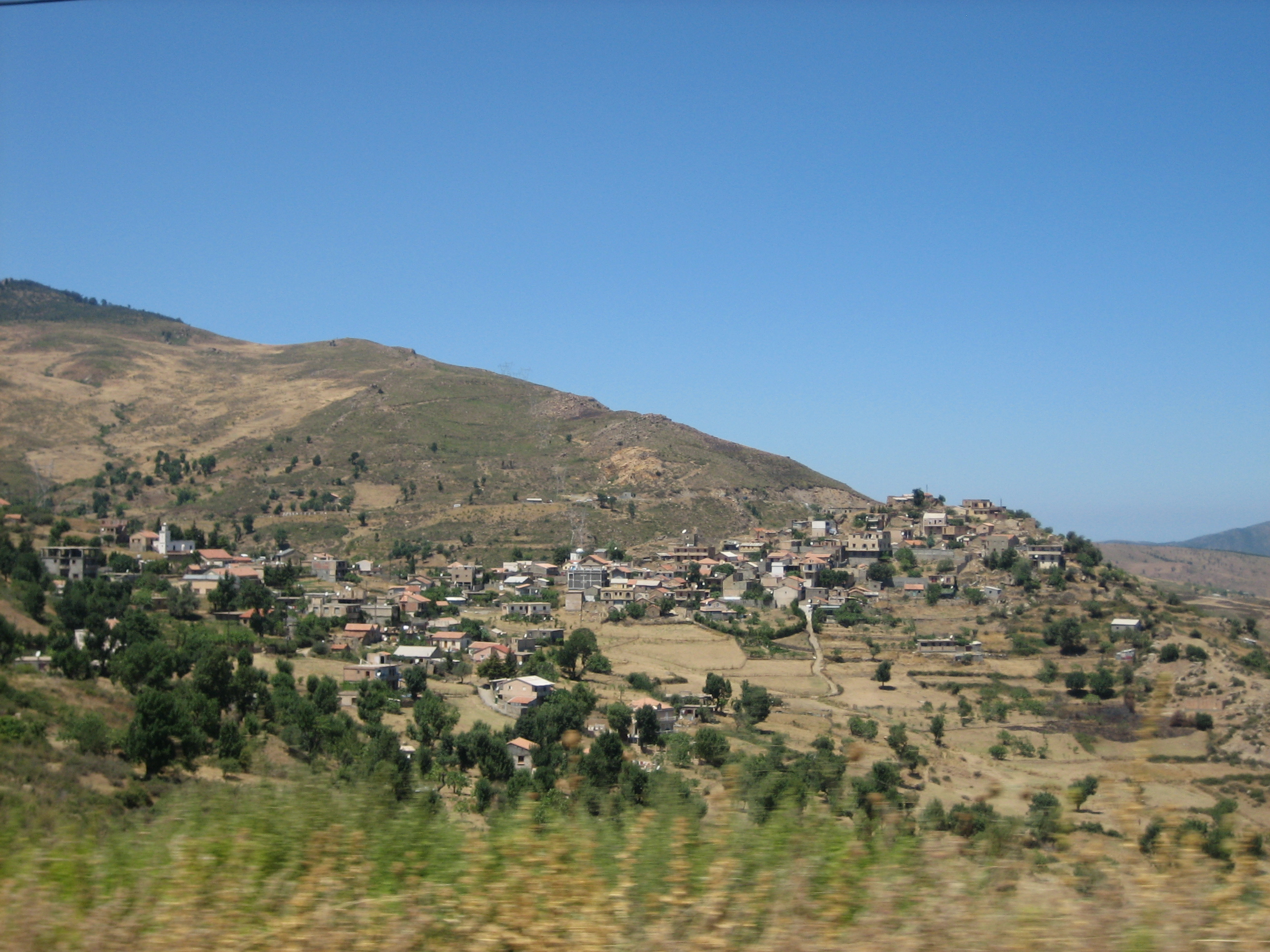
قرية في منطقة القبائل
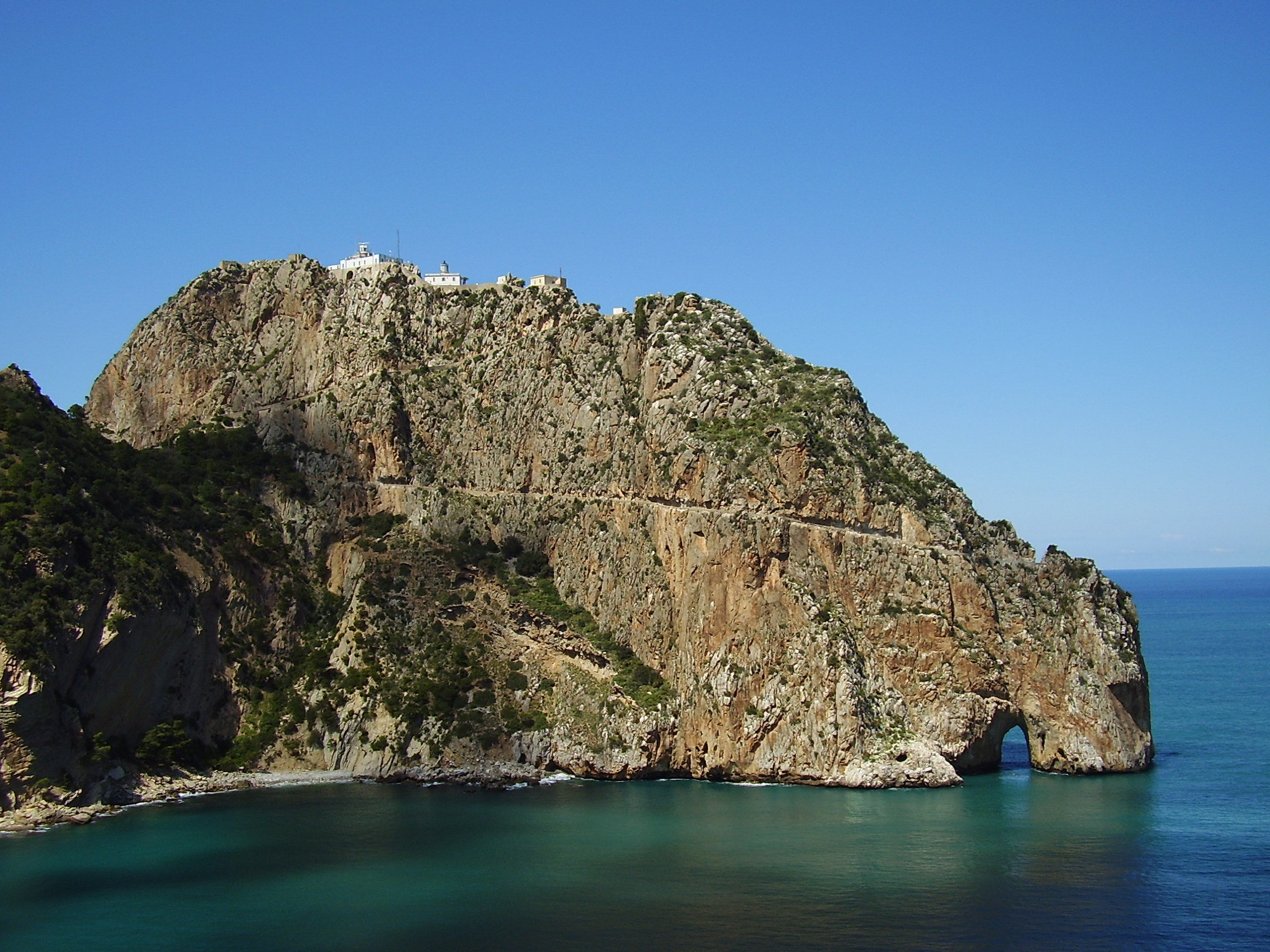
خليج بجاية
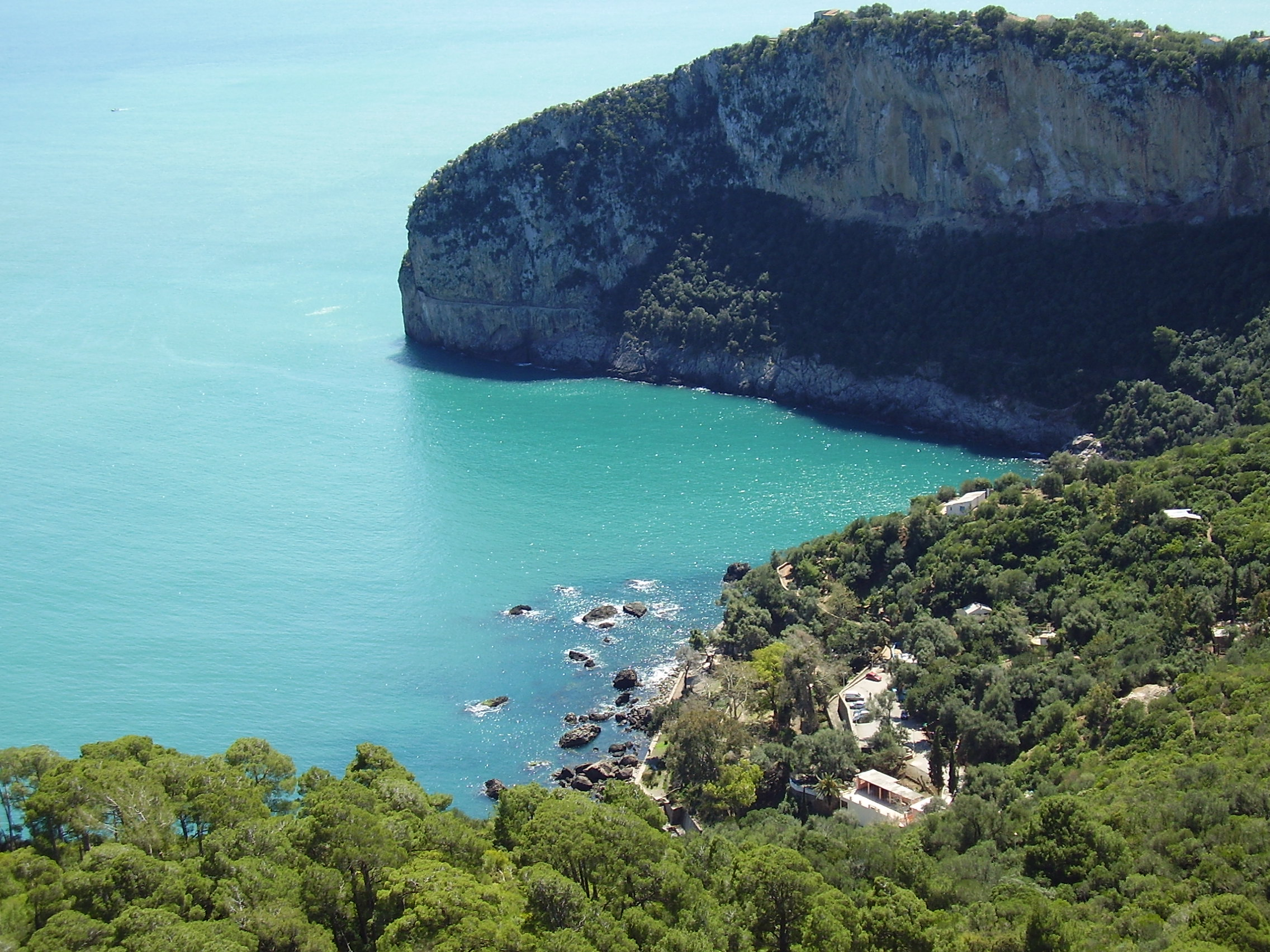
خليج بجاية
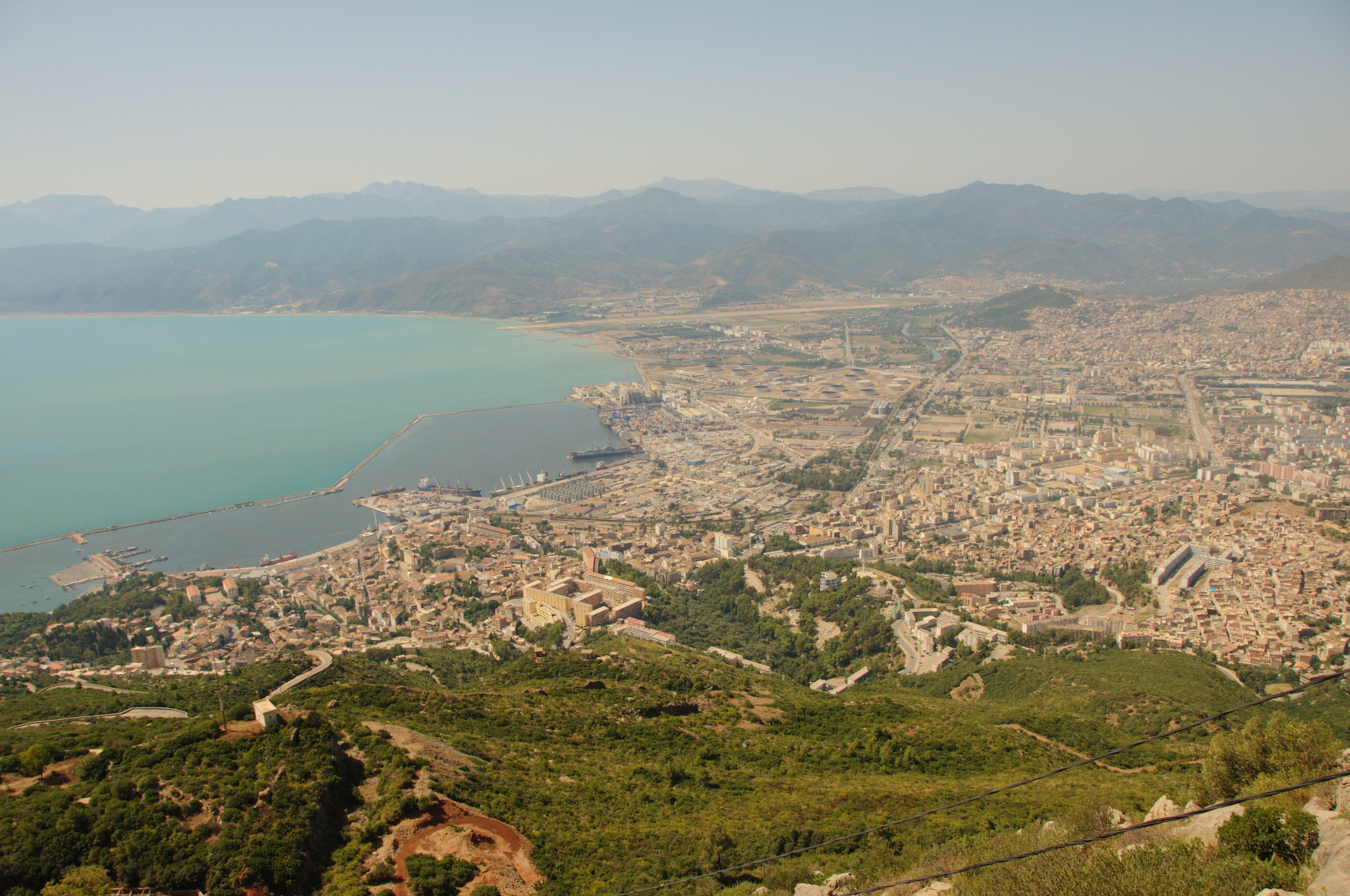
خليج بجاية
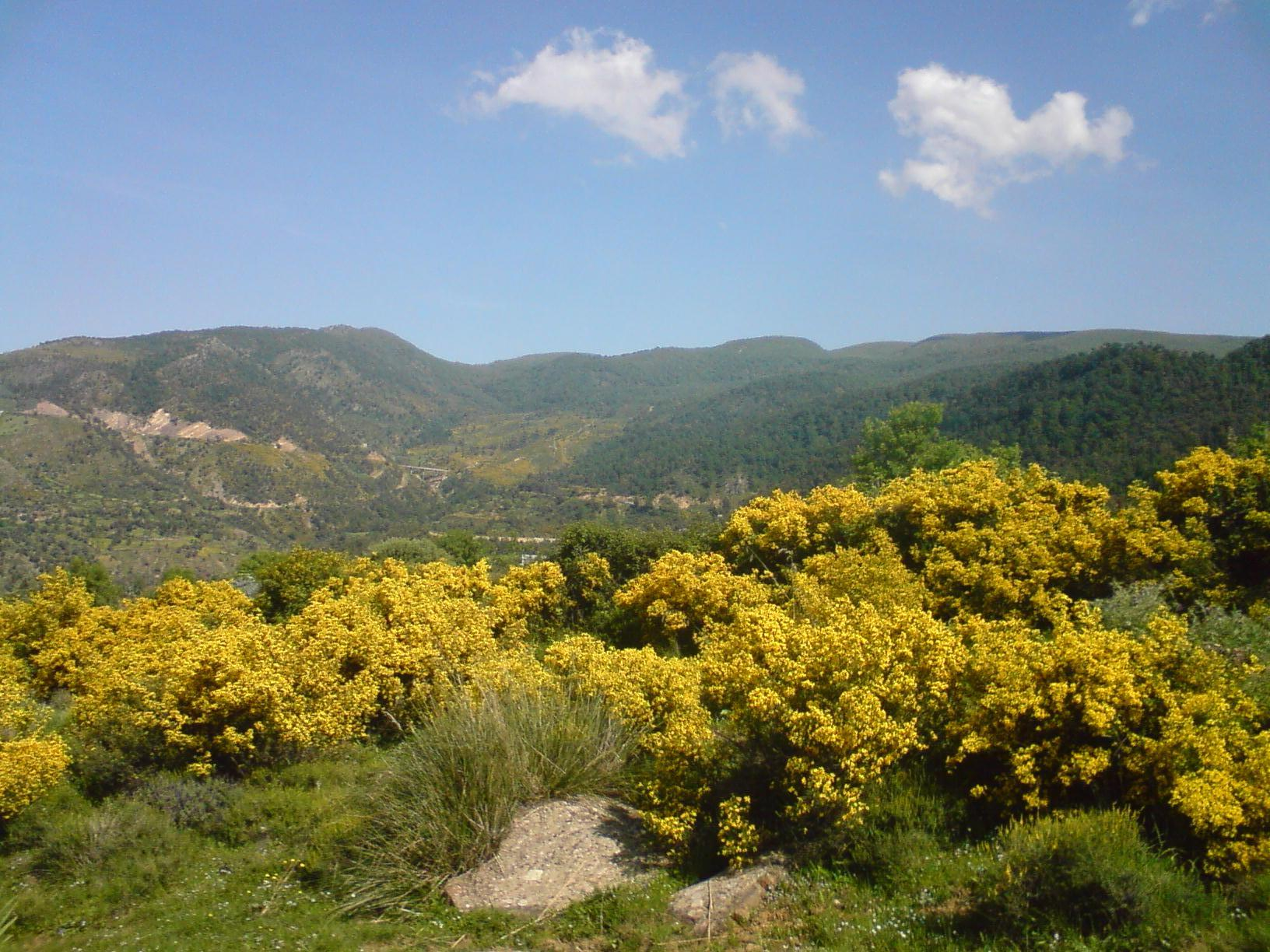
مناظر طبيعيه
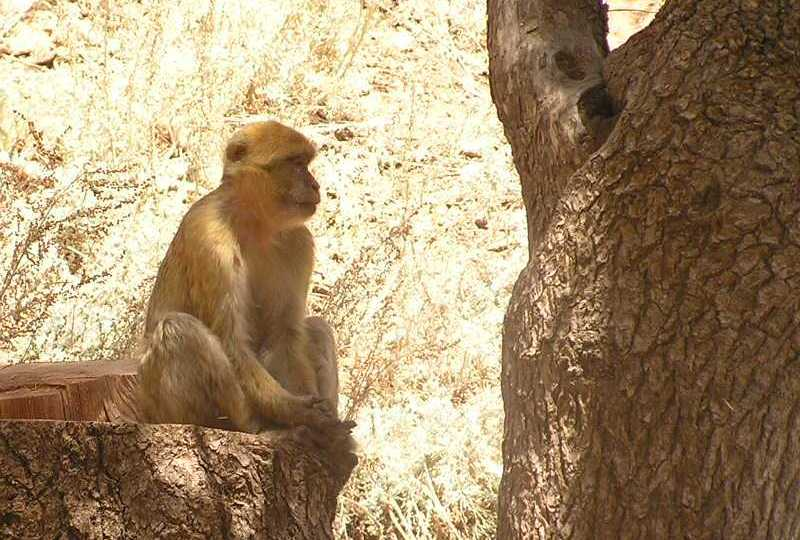
محمية جرجرة
قلعة بني حماد مليلة
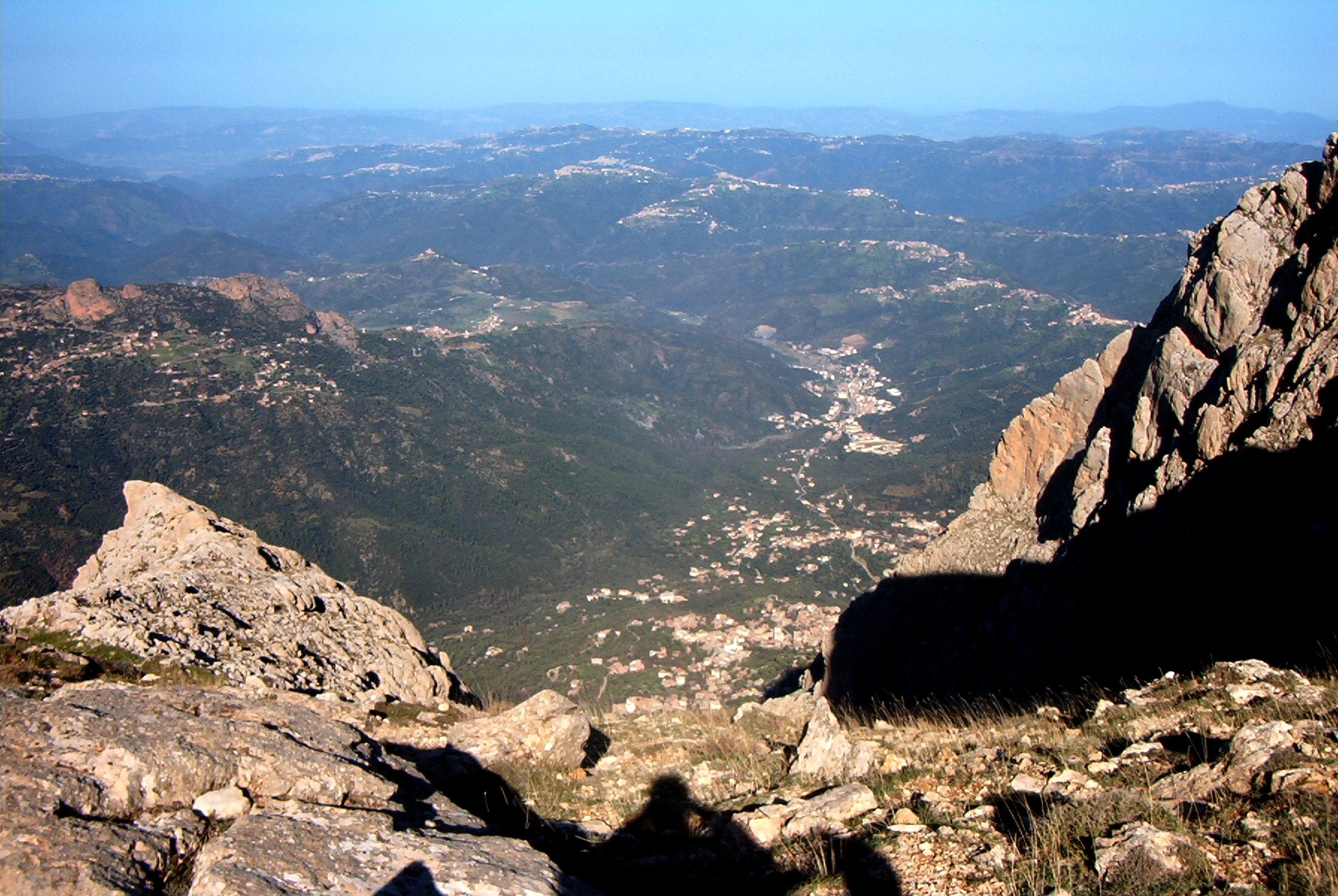
جبال جرجرة
جبال جرجرة

## وصلات خارجية
- تاريخ لغة الأمازيغية بالفرنسية

## الهوامش
- 12 : نجمة عبد الفتاح لعلمي (Lalmi 2004, p. 514-516) تذكر على وجه الخصوص: إيميل فيليكس جوتييه (Gautier 1952)، صالح بعيزيق (Baïzig 1997) وروبير برنشفج (Brunschvig 1940 و Brunschvig 1947).

### فهرس
1. ↑  "Kabylie | region, Algeria | Britannica". www.britannica.com (بالإنجليزية). Archived from the original on 2023-04-18. Retrieved 2023-04-18.
2. ↑  D. Kaltbrunner, « Recherches sur l'origine des Kabyles », في Le Globe. Revue genevoise de géographie, vol. 10, no 1, 1871, ص. 
31–75 ISSN 0398-3412 [النص الكامل, lien DOI (pages consultées le 2020-01-22)] "نسخة مؤرشفة". مؤرشف من الأصل في 2021-06-13. اطلع عليه بتاريخ 2021-07-17.{{استشهاد ويب}}:  صيانة الاستشهاد: BOT: original URL status unknown (link)
3. ↑  Notice sur la Régence de Tunis, par M. J. -Henri Dunant. Genève, 1858, ص. 222
.
4. ↑  Morizot 2001، صفحة 24-25.
5. ↑  Chaker 1984، صفحة 28, carte.
6. ↑  Kitouni 2013، صفحة 15-16.
7. ↑  "Les Kabylies (ou la Kabylie)". موسوعة لاغوس [الفرنسية]‏ en ligne. مؤرشف من الأصل في 2019-05-15. اطلع عليه بتاريخ 2012-08-09.. نسخة محفوظة 5 ديسمبر 2021 على موقع واي باك مشين.
8. ↑  Auzias, Labourdette & Martin 2008، صفحة 308.
9. ↑  "Kabylie". موسوعة بريتانيكا Online (بالإنجليزية). Archived from the original on 2015-05-22. Retrieved 28 ابريل 2011. {{استشهاد ويب}}: تحقق من التاريخ في: |تاريخ الوصول= (help). نسخة محفوظة 29 مارس 2022 على موقع واي باك مشين.
10. 1 2  Redjala & Semmoud 2011، section 2 : « Le peuple kabyle », « Situation actuelle ».
11. ↑  Petite Kabylie: Wilaya de Bejaia نسخة محفوظة 30 يوليو 2017 على موقع واي باك مشين.
12. ↑  (Meynier 2010, p. 48).
13. 1 2  Meynier 2010.
14. ↑  Redjala & Semmoud 2011.
15. ↑  Lalmi 2004.
16. 1 2 3  Aumassip 2001.
17. ↑  "Le gisement oldowayen d'Aïn El Ahnech". Setif.com. 1999. مؤرشف من الأصل في 25 فبراير 2023. اطلع عليه بتاريخ 30 août 2012. {{استشهاد ويب}}: تحقق من التاريخ في: |تاريخ الوصول= (مساعدة).
18. ↑  EB Juin 2010/EB_Seminaire_2010_CR.pdf "Liens entre l'Encyclopédie berbère, la Préhistoire récente et la Protohistoire en Afrique septentrionale" (PDF). Centre de recherche berbère (CRB), Inalco. 2 juin 2010. مؤرشف من EB Juin 2010/EB_Seminaire_2010_CR.pdf الأصل (pdf) في 20 أغسطس 2022. اطلع عليه بتاريخ 30 août 2012. {{استشهاد ويب}}: تحقق من التاريخ في: |تاريخ الوصول= و|تاريخ= (مساعدة)، تحقق من قيمة |مسار أرشيف= (مساعدة)، وتحقق من قيمة |مسار= (مساعدة).

### معلومات كاملة عن المراجع
- Morizot، Jean (2001). "Propos d'un témoin". Les Kabyles. ص. 279. ISBN:2-747-51027-1. مؤرشف من الأصل في 2022-10-01.
- Chaker، Salem (1984). Textes en linguistique berbère. Paris: Éditions du CNRS. ص. 291. ISBN:978-2-222-03578-7.
- Chaker، Salem (2011). "Berbères". Encyclopædia Universalis. مؤرشف من الأصل في 2022-10-13.
- Meynier، Gilbert (2010) [2007]. L'Algérie des origines. La Découverte/Poche. Paris: La Découverte. ص. 236. ISBN:978-2-707-15937-3.
- Kitouni، Hosni (2013). La Kabylie orientale dans l'histoire. ص. 268. ISBN:2336293439. مؤرشف من الأصل في 2022-08-08.
- Auzias، Dominique؛ Labourdette، Jean-Paul؛ Martin، Marie-Hélène (2008). Le Petit Futé. Paris: Petit Futé. ص. 522. ISBN:978-2-746-92196-2. Martin 2008. مؤرشف من الأصل في 2022-07-18.
- Redjala، M'Barek؛ Semmoud، Bouziane (2011). "Kabyles". Encyclopædia Universalis. مؤرشف من الأصل في 2023-01-17.
- Lalmi، Nedjma Abdelfettah (2004). "Du mythe de l'isolat kabyle". Cahiers d’études africaines ع. 175: 507-531. مؤرشف من الأصل في 2022-12-26.
- Gautier، Émile-Félix (1952). Le passé de l’Afrique du Nord. Paris: Payot.
- Baïzig, Salah (1997). "Béjaïa et les tribus de sa région durant la période hafside". Béjaïa à travers les âges : Histoire, société, science et culture (بالفرنسية). بجاية: جامعة بجاية (published Nov 1997).
- Brunschvig، Robert (1940). La Berbérie orientale sous les Hafsides des origines à la fin du XV siècle. Paris: أدريان ميزونف [الفرنسية]‏.{{استشهاد بكتاب}}:  صيانة الاستشهاد: علامات ترقيم زائدة (link)
- Brunschvig، Robert (1947). La Berbérie orientale sous les Hafsides des origines à la fin duXV siècle. Paris: Maisonneuve.